# Standard Motor Company
Standard (Стандард) — з 1903 року англійський виробник автомобілів. Штаб-квартира розташована в місті Ковентрі. У 1960 році компанію купує фірма Leyland Motors. У 1963 році компанія припинила виробництво автомобілів в Англії, а в 1987 році — в Індії.

## Реджинальд Волтер Модслі
Засновник компанії, Реджинальд Волтер Модслі, був нащадком Генрі Модслі — британського винахідника різного роду інструментів, якими людство користується і сьогодні. Коли помер батько Реджинальда — Атол Едвард Модслі, — не залишивши йому спадщини, то йому на допомогу прийшов його роботодавець — сер Джон Вулф-Баррі, який був автором знаменитого Тауерського моста через Темзу в Лондоні. Сер Джон виписав чек на 3 000 фунтів Модслі, щоб той зміг відкрити власну справу.
Той зняв невелику майстерню в Ковентрі і почав займатися проєктуванням двигунів внутрішнього згоряння, оскільки був інженером за освітою, більш того, якийсь час він пропрацював в сімейному підприємстві Maudslay Motor Company, яким керував його дядько — Волтер Модслі, а потім і кузен — Кирило Модслі. У сімейній справі працював інженер Олександр Крейг, який потім працював ще на Singer і на Lea-Francis.

## Заснування компанії
Молоді люди подружилися, і Р. У. Модслі покликав Алекса Крейга собі на допомогу в своєму новому починанні. Модслі не може використовувати як назву свого підприємства своє досить відоме прізвище, оскільки вже була фірма його дядька, і оскільки Крейг не збирався винаходити велосипед і використовував у своїх напрацюваннях перевірені і надійні рішення, то Модслі 2 березня 1903 року реєструє свою фірму як Standard Motor Company, тобто фірма, в якій всі деталі і конструкції стандартизовані.

## Початок виробництва автомобілів

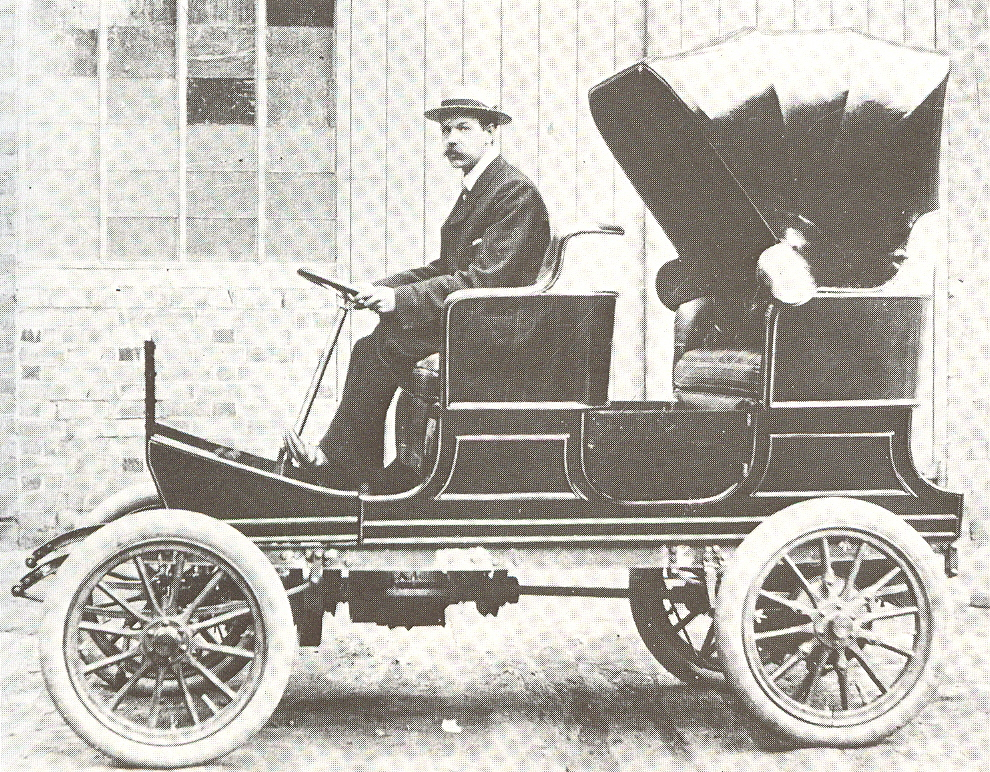
Standard 6HP Victoria

Тим часом Крейг, Модслі і ще 7 найманих робітників починають будувати свій перший автомобіль, до кінця року були готові три перших автомобіля, які мали під підлогою одноциліндровий 1 л мотор, потужністю 6 к. с., авто мало 3-ступінчасту коробку передач і карданний вал.

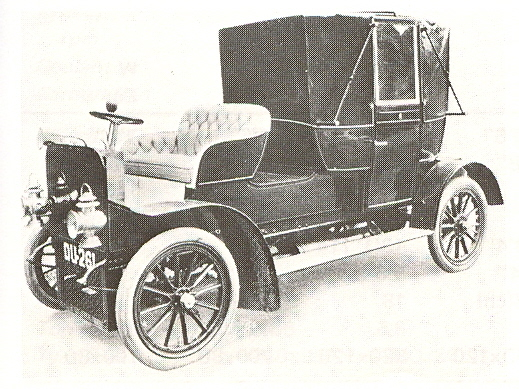
Standard 16HP Brougham

На початку наступного року з'явилася 2-циліндрова версія з 1,9 л мотором, потужністю 15 к. с., ця машина отримала назву Standard 12/15HP Victoria, незабаром з'являється 3-циліндрова 3,7 л модель. Аналогічні мотори були відразу на декількох автомобілях різних фірм, на яких він працював.
За 1904 рік було побудовано і реалізовано 9 машин, тим часом Модслі і Крейг не сидять, склавши руки, і постійно щось вигадують, так в 1905 році з'являються 4-циліндрові 3,1 л мотори, які стали встановлюватися на автомобілі моделі 16HP, фірма стала пропонувати ці двигуни і покупцям, які вже мають автомобілі інших марок, і які хотіли б мати під капотом потужніший мотор замість свого старого і слабкого. Крім 4-циліндрового мотора, був готовий перший 6-циліндровий мотор, об'ємом в 4,7 л, в парі з 4-ступінчастою коробкою передач його встановили на шасі більшого розміру, база була на 30 см більшою, ніж у 4-циліндрового авто, індекс топової на той момент моделі був 18/20НР. Ці машини поставлялися клієнтам тільки як готові шасі, а кузови покупці могли замовити у сторонніх фірм. Зовнішній вигляд машин був уже сучасним, з переднім розташуванням мотора, а не з підпільним.
Наявність живих машин на складах фірми сподвигло до покупки авто одного канадця, який зайшов до контори і висловив бажання придбати машину з тією умовою, що її відразу відправлять до Канади. Це була молодша 4-циліндрова модель, що щойно з'явилася, — 12/14HP, оскільки тільки їх комплектували кузовами типу Landaulette і Open Tourer з заводу. До речі, цей начебто малозначний факт був зафіксований в пресі, яка написала, що маленька фірма з Ковентрі робить ставку на експортні ринки.

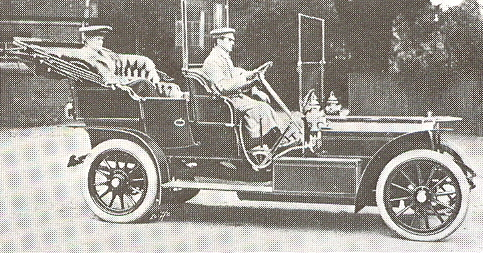
Standard Model 8 16/20HP Tourer

1905 рік був дуже багатий на різні події, так, крім нових моделей, продажу авто на експорт і т. д., Standard встиг засвітитися і на спортивних заходах. Турист Трофі, що проходили у вересні місяці на острові Мен, за кермом нової машини, яку планувалося представити як машину 1906 модельного ряду, сидів сам Модслі. Model 8 16/20НР мав під капотом 3,5 л мотор, потужність якого дорівнювала потужності 6-циліндрового мотора.
Але, виступаючи за кермом нової машини, Модслі не зміг зайняти місце вище 11, але в гонках брало участь 54 членів екіпажу, до гонок допустили 42. Наприклад, Чарльз Роллс стартував перший на своєму Rolls-Royce 20HP, але вже через кілька кілометрів стояв біля узбіччя зі зламаною трансмісією, до кінця першого кола (з 6) з траси зійшло ще три машини, через 2 кола поменшало 5 машин, ще 4 зійшло на 3 колі, і ще 5 — на останніх двох.
У листопаді 1905 року «Standard» виставляється на автошоу в залах «Олімпія» в Лондоні. На цій виставці на продукцію фірми звертає увагу найбільший автодилер Англії — Чарльз Ернест Фрісвелл, у нього був 5-поверховий дилершип, в якому одночасно могло перебувати кілька сотень автомобілів, виставлених на продаж. Також були у нього в цій будові відділ продажів запчастин, аксесуарів до автомобілів, ремонтна майстерня, малярка і зона відпочинку для клієнтів. До речі, через 4 роки його посвятили в лицарі, так що він став просто Сером Чарльзом. Майбутній Сер Чарльз зробив фірмі пропозицію, що він стане єдиним представником фірми у Великій Британії, Модслі погодився.
У березні 1906 року з'являється нова 6-циліндрова машина, яка приходить на зміну 18/20НР — Model 9 24/30HP, під капотом якої був 5,2 л мотор, крім неї, з'являється здоровенний автомобіль вищого класу Model 11 50НР/Model 12 50НР (вони відрізнялися базою коліс), яка оснащується 11,7 л мотором. Намагаючись охопити всі ніші ринку, з'являється Model 10 10НР, яка була оснащена 630-кубовим 2-циліндровим мотором, ця машина змінила найперші моделі: 6НР і 12/15НР, вона також мала старотипну конструкцію, коли мотор знаходився під водієм.
Оскільки попит на машини зростає, то компанія купує приміщення фірми Pridmore and Cо в Кеш Лейні, в них починають виготовляти шасі і технічну начинку автомобілів, свій перший завод в Бішопсгейт Грін, що спеціалізувався тільки на виготовленні кузовів, також купується завод Widdrington, в якому машини обслуговувались і ремонтувались.

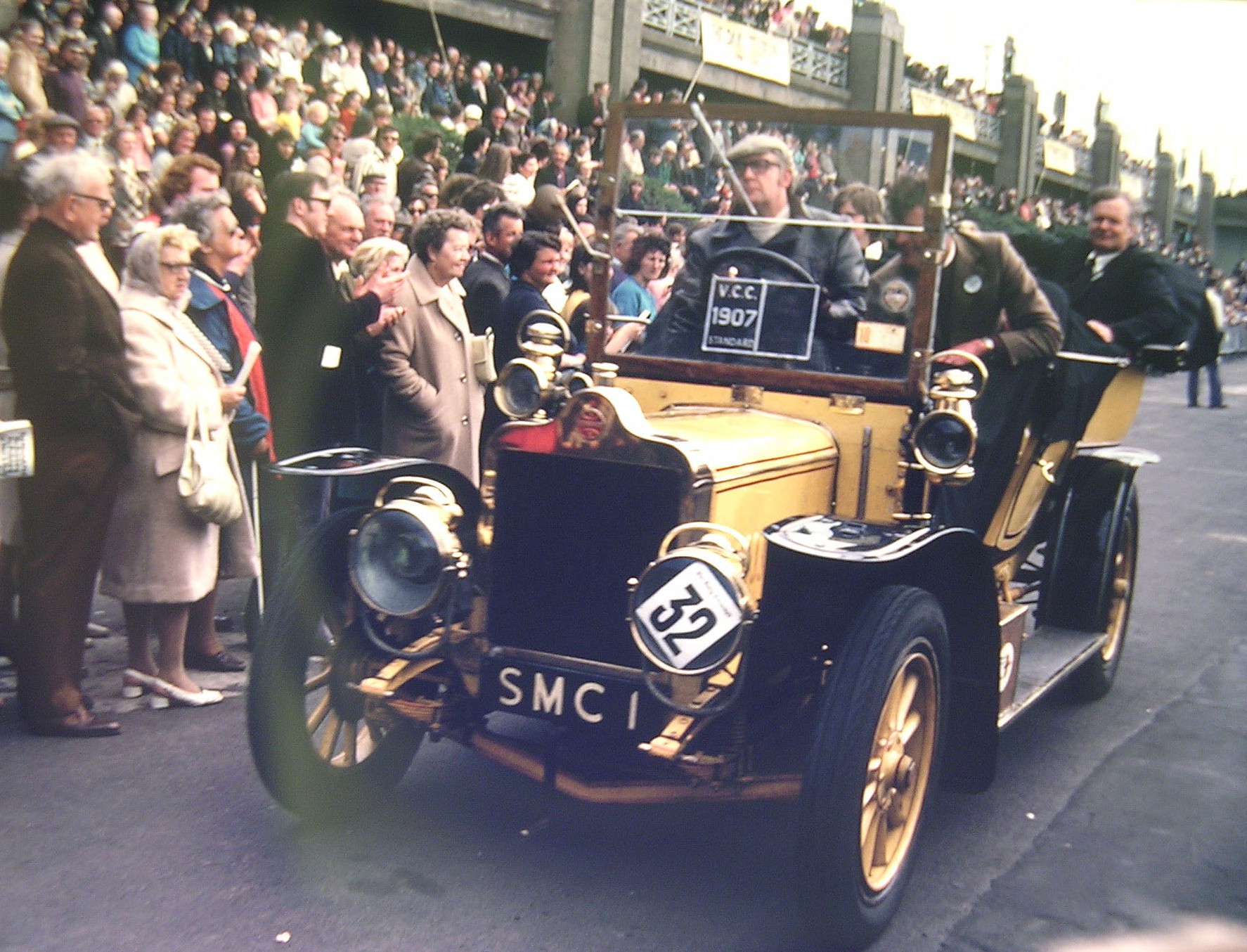
Standard Model B 30HP Roi De Belges

У 1907 році Чарльз Фрівелл стає головою фірми, він був дуже активним і займався активно просуванням цієї марки автомобілів. З новим босом з'являються і нові моделі, а автомобілі серій Model 8 16/20HP, Model 9 24/30HP і Model 10 10HP знімаються з виробництва. Замість них з'являються 6-циліндрові Model A 15HP з 1,9 л двигуном, і Model B 30HP з 5,3 л мотором.
Через рік і ці моделі пропадають з каталогів фірми, на шасі моделі В з'являються дві нові моделі: Model C 40НР і Model D 30НР, перша машина мала під капотом 6,2 л мотором, друга — 4 л. Крім цих машин, у виробництві залишалася стара 18/20НР з 4,7 л мотором, яка тепер називалася просто 20НР, також випускалася 50-сильна модель з 11,7 л мотором, таким чином, в період з 1907 по 1909 роки фірма випускала суто 6-циліндрові автомобілі. Наприкінці 1908 року машини отримують як логотип британський прапор — Union Jack, який протримався на радіаторах цієї машини до кінця Другої світової війни.

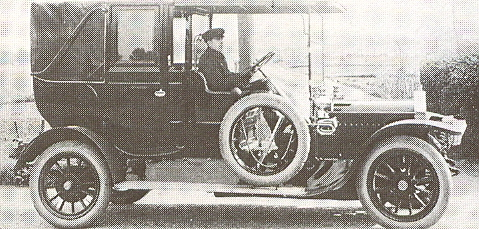
Standard 20HP Landolette

У 1909 році з'являється і доступніша модель з 4 циліндрами під капотом — Model E 16HP з 2,7 л мотором, цей мотор встановлювався на ті ж шасі, які мали 6-циліндрові моделі, плюс була підготовлена укорочена в базі на 25 см версія. У цьому ж році відбувається Імператорська прес-конференція, зі всього світу з'їжджаються журналісти, Фрівелл безкоштовно дає в особисте користування 20 автомобілів моделі 20НР (стара перевірена конструкція), ці двадцять автомобілів в цілому наїздили майже 65 тисяч км, і за цей час без серйозних поломок, так що фірма змогла урвати свій шматок слави і хвалебних відгуків в пресі.
Модельний ряд фірми не змінювався до кінця 1911 року, крім додавання в 1910 році нової моделі, — Model J 12НР, оснащеної 4-циліндровим мотором, об'ємом 1,7 л, машина мала дуже місткий кузов типу ландоле і дивне передавальне відношення головної передачі — 6,5:1 , завдяки чому машина не могла розвивати швидкість більше 40 км/год.

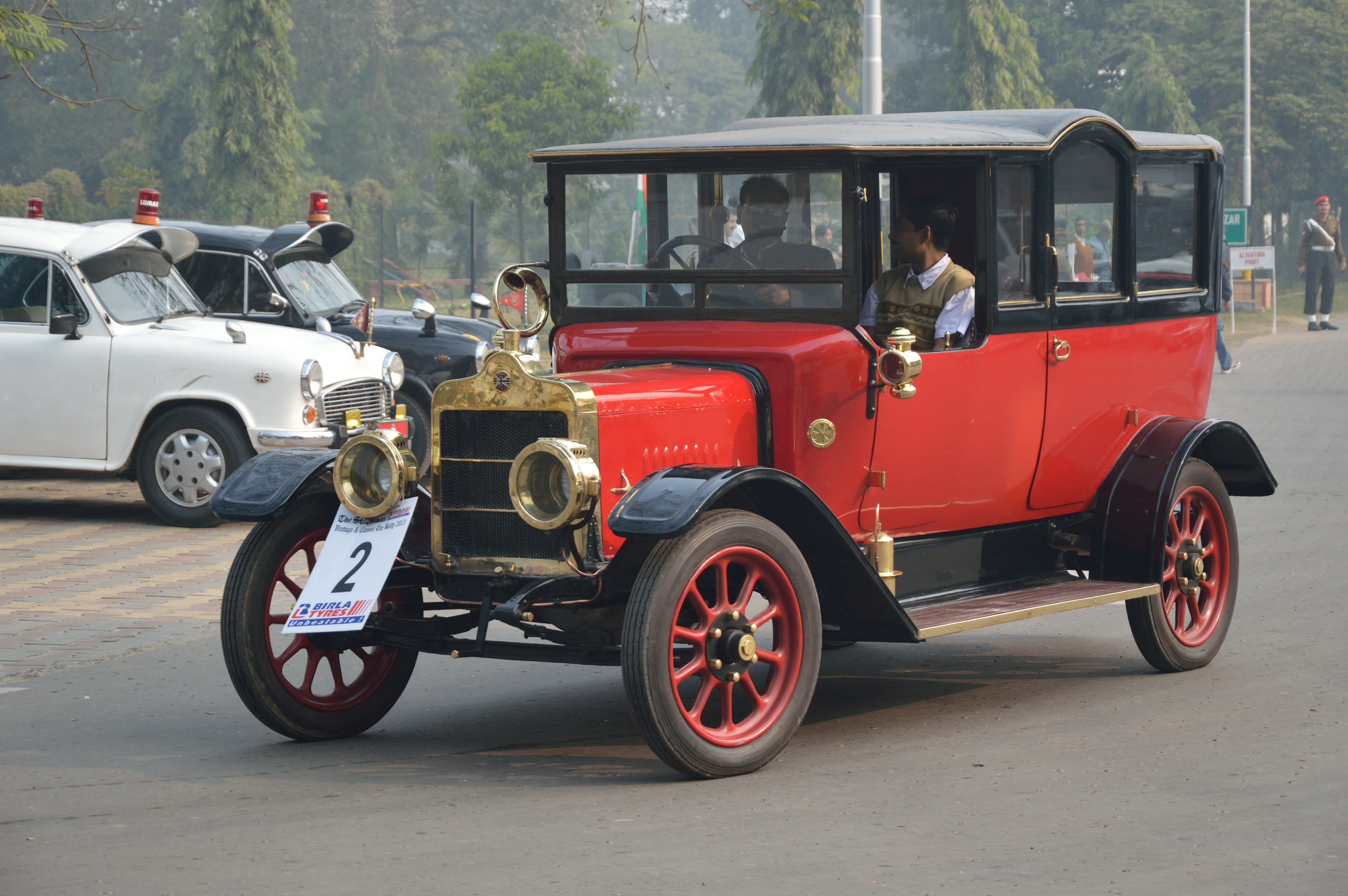
Standard Model G 25HP

У 1911 році всюдисущий Сер Чарльз Фрівелл вирушає в Індію, справа в тому, що восени 1911 року мав бути коронований король Георг V, а в Індії в грудні він же повинен коронуватися як король Індії, цю дію було заведено називати «Коронація Дурбар». Фрівелл домовляється з віце-королем Індії — Графом Мінто — про поставку автомобілів і вантажівок для імператорської свити, призначених для полювання. На коронацію король Індії мав прибути на слоні. Таким чином, 70 автомобілів Standard було відправлено у різні частини країни, зокрема, в Бомбей, Калькутту, Непал і безпосередньо в Делі (де і проходив «Дурбар»).
Тим часом у Британії з'являються нові моделі, оскільки всі, крім 50- і 12-сильних машин, були зняті з виробництва. У каталогах фірми до 50НР і 12НР приєднуються Model K 15HP і Model L 20HP, перший був оснащений 4-циліндровим мотором, об'ємом 2,4 л, другий же був 6-циліндровим авто, з 3,6 літрами під капотом.

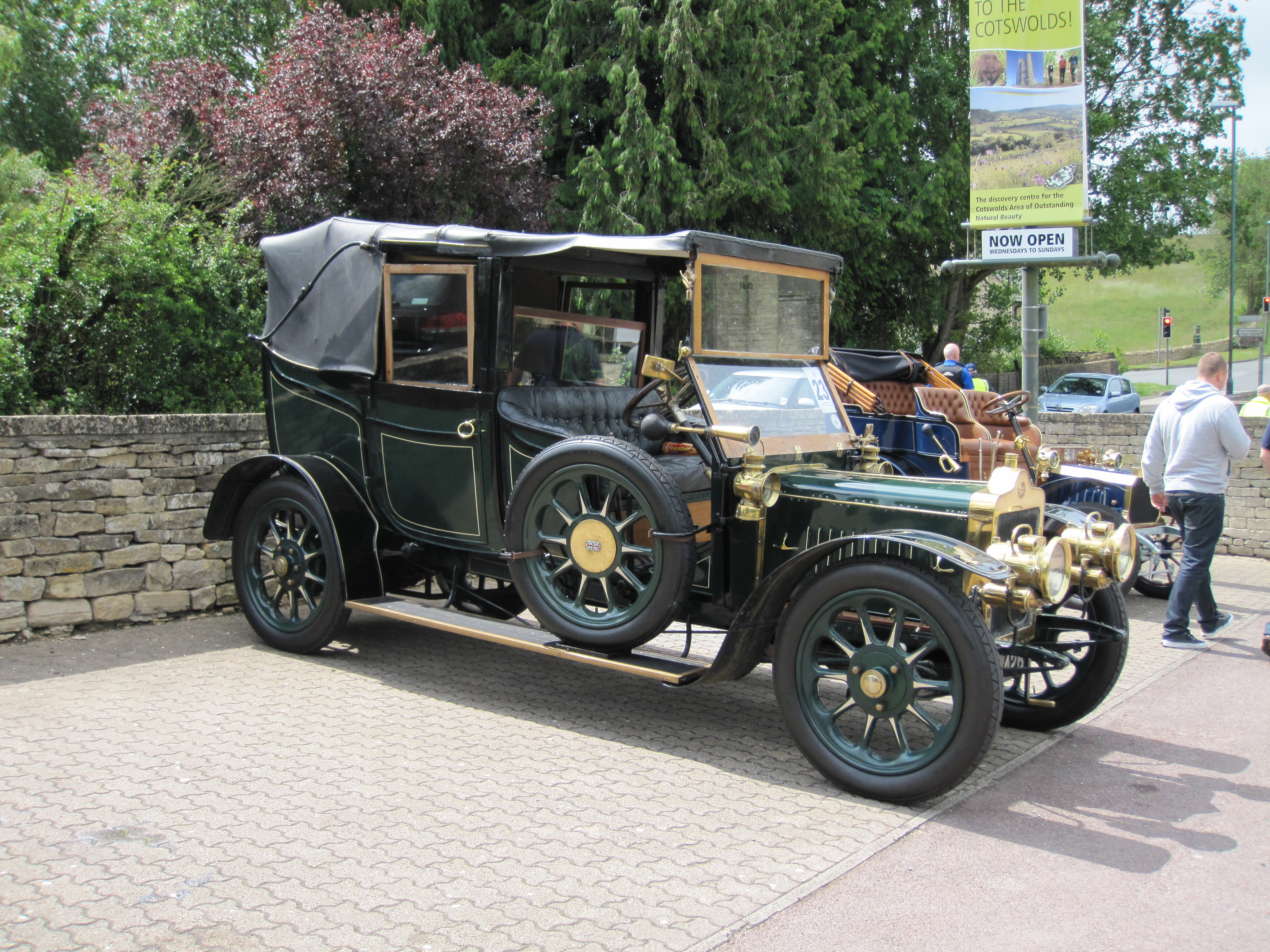
Standard Model G 25HP Landollet

У 1912 році Фрівелл хотів уже втрутитися безпосередньо в конструкцію автомобілів, чим керував Модслі. Це не сподобалося Реджинальльду, тоді Фрівелл пропонує викупити контрольний пакет акцій у Модслі, на що останній відповідає відмовою. Фрівелл продає свою частку Бенду і Бертманну (який був засновником Triumph Motor Company). Бенд стає головою фірми. А модельний ряд фірми знову переживає зміни, на заслужений спокій йдуть 50-сильні майже 12-літрові монстри, також не прижилася і 4-циліндрова модель K, зате з'являється Model G 25HP, яка була оснащена 4-літровим мотором від Model D (її зняли з виробництва в 1911 році). 4-літровий мотор був дефорсований до 25 сил і встановлений на нові шасі, які були вкорочені на 10 см в базі порівняно зі старою рамою.
У квітні 1913 року публіці показують нові моделі: Model O 20НР, оснащена новим мотором, об'ємом 3,3 л, вона прийшла на зміну Model L 20HP, крім нового мотора, машина має і нові шасі, але найочікуванішим товаром виявилася Model S 9.5НР, мотор цього автомобіля мав об'єм всього в 1,1 л. Обидві машини, які пропонувалися в цьому році, мали 4-циліндрові мотори, ера 6-циліндрових машин марки Standard підійшла до кінця.

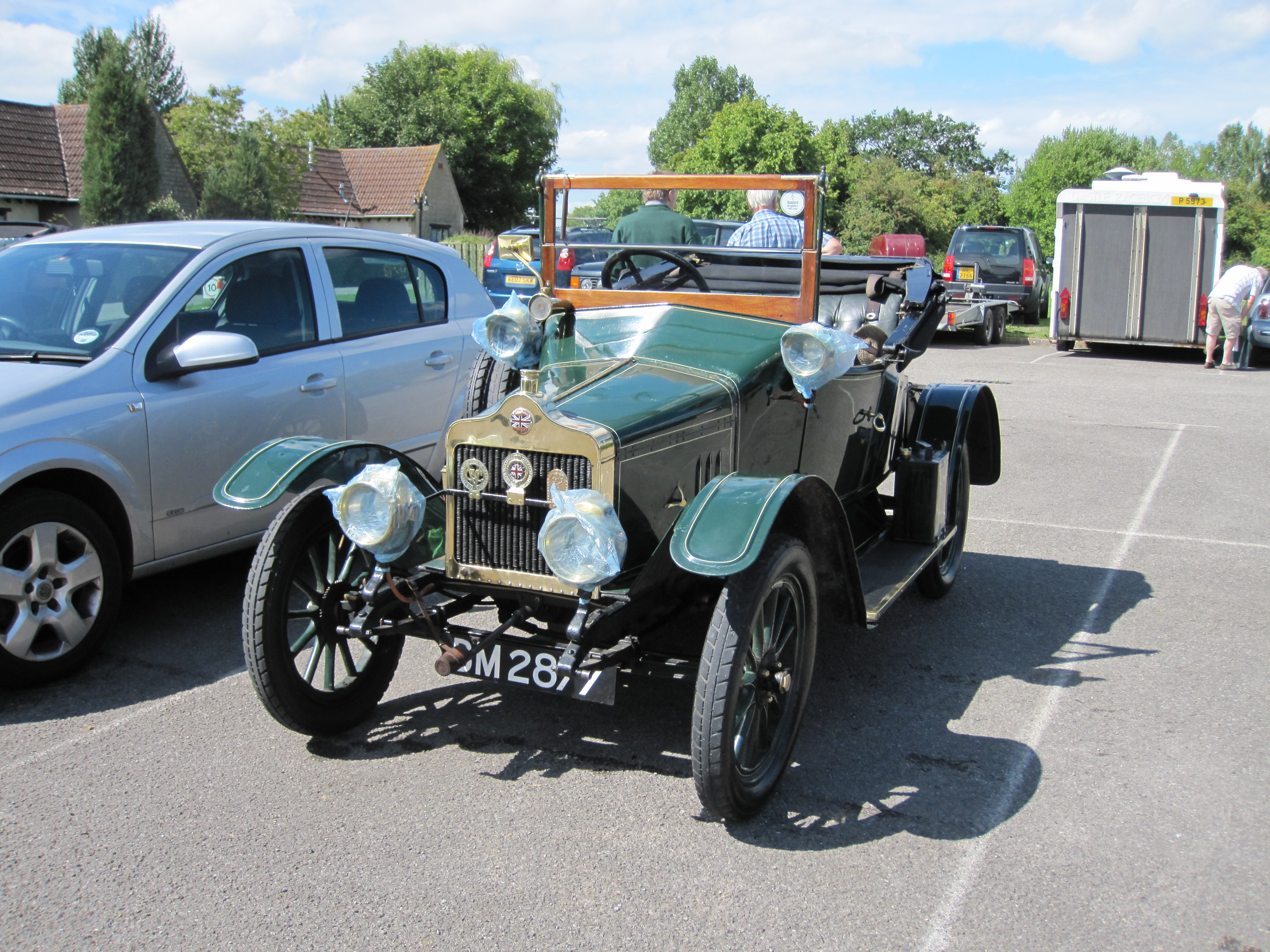
Standard Model S 9.5HP Rhyl

Якщо модель O практично відразу пішла у виробництво, то S довелося чекати до серпня. Фірма рекламувала машину, як «велику машину в мініатюрі», більше того, на неї давали 3-річну гарантію. Спочатку машина пропонувалася всього в одному варіанті кузова — 2-місний родстер, який мав власне ім'я — Rhyl, але в листопаді з'явилися інші типи кузовів: Hurlingham з кузовом типу Victoria (тент над задніми пасажирами), Ranelagh — кузов купе з верхом, що знімається, і Richmond — купе з дахом, що не забирається.
Попри те, що машина і так була популярною і за машиною стояли в черзі, Модслі вирішив закріпити успіх своєї машинки в спортивних заходах, чого раніше він не робив, не рахуючи гонок в 1905 році. Перша гонка «Siddeley Cup», в якій взяло участь «малятко», проходила в Південній Африці, треба було проїхати з Мейтленда в Каледонію, першим до фінішу прийшов Голдберг на S 9.5HP. У травні 1914 року Королівський Автомобільний Клуб проводив гонки «Змагання Легких Автомобілів», в ній взяло участь 32 машини, з яких фінішувало лише 8, і першим серед них був «Стандард». Наприкінці травня фірма виставила три автомобілі на Ірландські автомобільні змагання, де посіла 3 місця на подіумі у своєму класі.
Велику модель випускали до кінця 1914 року, коли вже йшла війна, тоді ж молодша модель отримала як опцію 12 В електричне освітлення. У травні 1915 року припинили випускати і Model S, за цей час 1300 людей стали володарями цієї машини. 1916 року фірма добудовує новий завод в Кенлі, де починають збірку літаків. 1918 року, коли війна підійшла до кінця, фірма випустила 198 автомобілів Model S, оскільки машинокомлекти залишилися не використаними під час військових дій.
У 1919 році з'являється модернізована машина — Model SLS 9.5НР (LS — Long Stroke, тобто великий хід поршня), об'єм мотора був збільшений до 1,3 л, цю машину пропонували тільки з відкритими кузовами, в основній своїй масі з кузовом Турер (фаетон), машина була єдиною у виробничій програмі до липня 1921 року, коли її і зняли з виробництва.

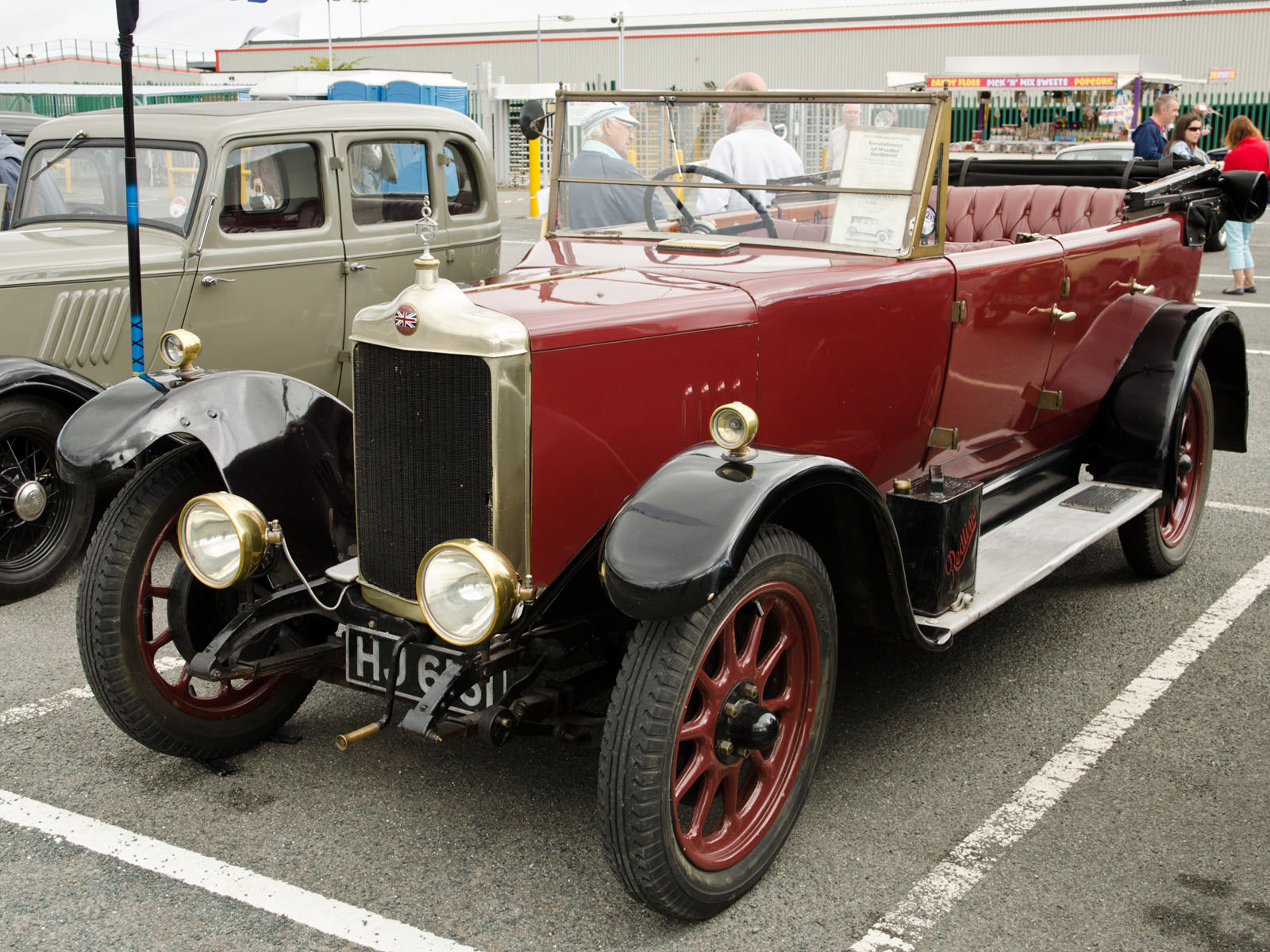
Standard Model SLO 11.6HP Tourer

Замість цієї машини прийшла нова модель — SLO, її 1,5 л мотор мав верхнє розташування клапанів, що було в новинку для автомобілів цієї марки.
У листопаді з'явилася більш молодша модель, яка, як і колись Model S, мала 1,1 л мотор, навіть об'єм збігався (1087 см3), але новий мотор мав верхнє розташування клапанів і потужність всього в 8 к. с. 1922 року з'являється SLO-4 13.9НР, мотор його був об'ємом 1,3 л, і був, по суті, гібридом з 1,1 л і 1,5 л моторів, блок був узятий від 1,5 л, колінчастий вал — від молодшої 8НР.
У 1923 році моделі SLO 11.6HP і 8HP знімають з виробництва і замінюють їх всього однією моделлю — V3 11.4НР, яка мала той же 1,3 л мотор, тільки потужність його дефорсували на 2 к. с. Так що 3 роки клієнти могли вибирати машину лише з одним об'ємом, але різного ступеня форсування, однак убогий модельний ряд не впливав на продажі, і, наприклад, тільки в 1924 році фірма випустила 10 000 автомобілів, що дозволяло їй прямо конкурувати з Austin. Не дивлячись на те, що в каталогах було всього 2 моделі, клієнтам пропонувалося безліч різних варіантів кузовів. V3 можна було купити у двомісному варіанті, які називалися Canley і Coleshill, 4-дверні фаетони, або на британський манер — турери, носили імена Kineton і Kenilworth, а закритий седан називався Piccadilly. SLO-4 мав кузови з іменами: Leamington — 2-місний родстер, Warwick — фаетон/турер, Portland і Pall Mall — седани. Фірма стала давати своїм кузовам назви міст і населених пунктів, які знаходилися в окрузі.

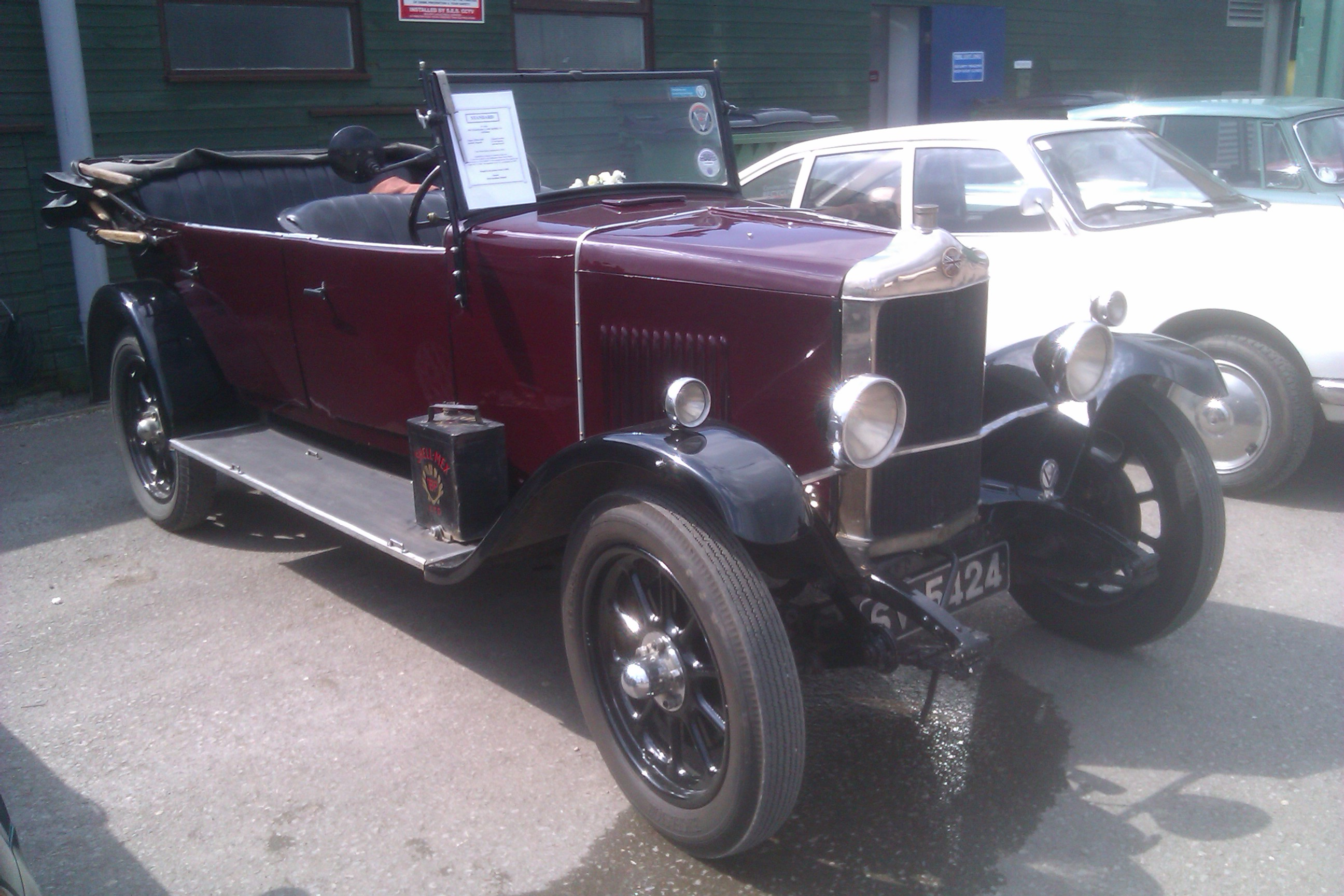
Standard V4 13.9HP Wellesbourne Tourer

У 1926 році 14-сильна машина змінюється новою, яка отримала індекс V4 13.9HP, проте, не дивлячись на те, що потужність машини не змінилася, об'єм двигуна виріс істотно, тепер він дорівнював 2-м літрам. Машину, яка тепер могла розвивати 80 км/год, оснастили гальмами всіх коліс, більш молодша модель і далі оснащувалася гальмами тільки задніх коліс. Машини цієї серії оснащувалися кузовами: Stratford і Wellesbourne — турери, Charlecote — 2-місний кабріолет.
Однак після піку продажів в 1924 році реалізація машин починає йти зі скрипом, в спішному порядку, як модель 1927 року, до автошоу в «Олімпія» готується 6-циліндрова машина Model 6-V 18/36НР, перша 6-циліндрова машина з 1913 року, проте до виставки мотор ще не був готовий, і капот машини був замкнений, щоб глядачі не могли споглядати порожнечу під його стулками. Проте в 1927 році машину все ж запустили у виробництво, під капотом тепер можна було побачити 2,2 л двигун.
Однак новинка не була прийнята з ентузіазмом, тут ще зірвалися договори на експортні поставки, фірма перебуває в скрутному фінансовому становищі, проте, не дивлячись на всі негаразди, Модслі кидає всі сили на порятунок фірми і розробку нової доступної моделі.

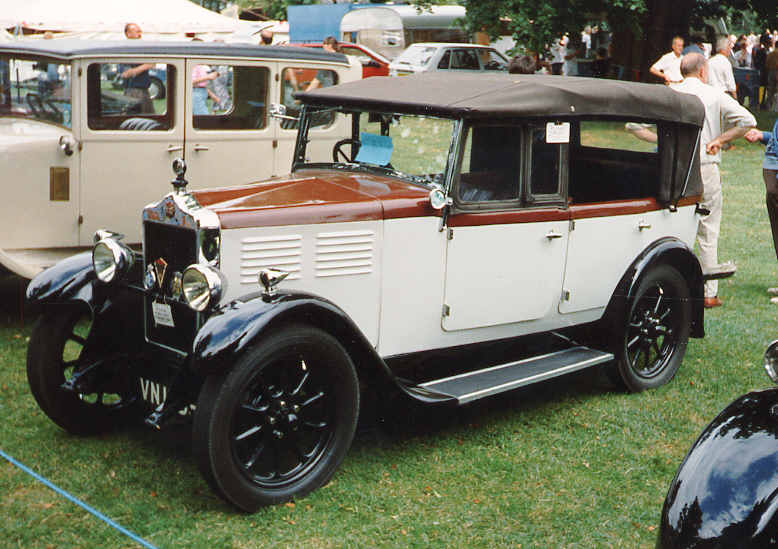
Standard 8.9НP Selby Tourer

Восени 1927 року публіці показують 8.9НР з кузовом седан Falmouth, який був виготовлений з тканини, по моді того часу. Мотор машини мав об'єм 1,15 л і потужність в 22 к. с., ціна машини була заявлена в 198 фунтів, що відразу зробило її бажаним придбанням, потихеньку справи стали налагоджуватися, в 1928 році до седана Falmouth додалися Fulham (теж седан), Selby — турер, Coleshill — родстер.

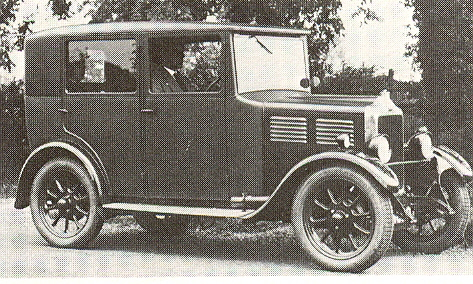
Standard 8.9НP Fulham Saloon

Також стало можливим замовити спорт-версію цієї машини, яку будувала фірма Gordon England (вона переробляла і Austin 7), більше того, на машинку можна було встановити компресор, що підвищувало максимальну швидкість машини з 96 до 120 км/год.
У вересні 1928 року з'являється варіант із збільшеною на 19 см базою коліс і мотором, об'єм якого зріс до 1,3 л, а потужність — до 25 к. с., ця машина отримала назву Big Nine 9.9НР, кузов седан, яким спочатку комплектувалася ця машина, також був виготовлений з дерматину, і мав назву Teignmouth.
6-циліндрова машина також була оновлена в 1928 році, вона отримує індекс 18/42НР, не дивлячись на те, що потужність мотора не підвищилася, просто замість 3-ступінчастої коробки передач встановили 4-ступінчасту, зовні машини відрізнялися горизонтальними зябрами на лівреях капота, у попередника вони були вертикальними. Цей рік став останнім для цієї серії.

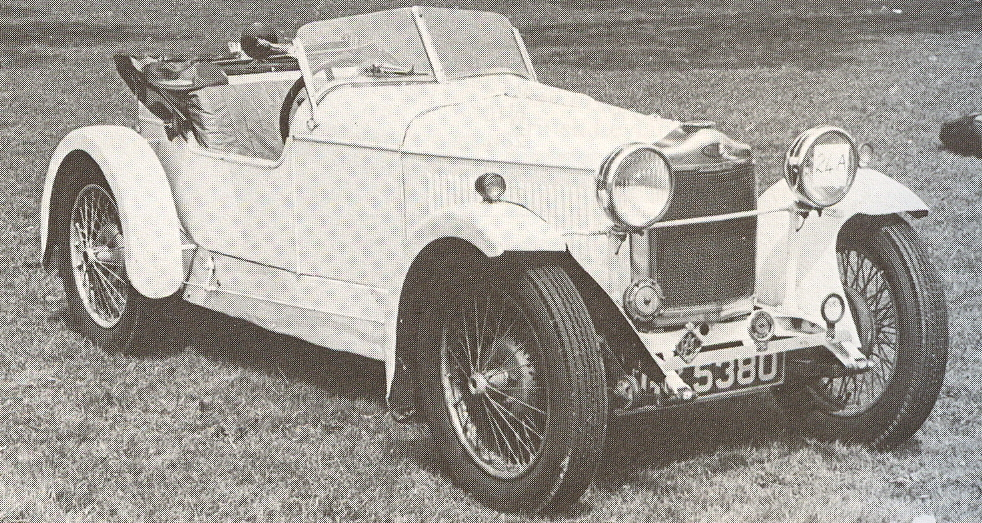
Standard 9.9НP Avon Special Roadster

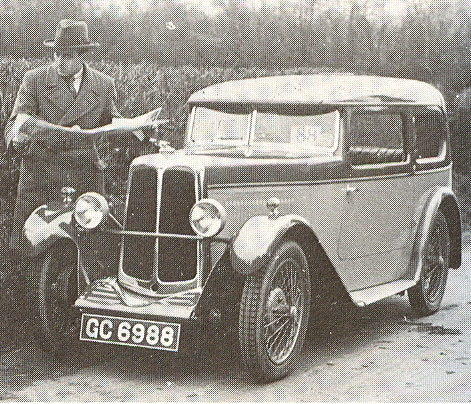
Standard 9.9НP Swallow Saloon

У 1929 році колишній член правління фірми Hillman — капітан Джон Блек — приходить до ради директорів фірми Standard Motors, він відразу береться за реструктуризацію виробництва. Так «Велика Дев'ятка» отримує замість тканинного кузова металевий, з 6 бічними вікнами, а також дерматиновий відкритий турер — Selby. Крім цього, цю машину можна було замовити з кузовами сторонніх постачальників, як, наприклад, фірми Avon (автором проєкту був Алан Дженсен — один з братів, що створили фірму Jensen), або ж Swalow Sidecar (майбутній Jaguar).
Брати Дженсен створили свій перший кузов на базі «Остін Сім», і коли Уалдер, який був на той момент одним з головних інженерів фірми Standard, побачив цей Jensen Special 1, то попросив створити щось подібне і на базі Standard, так народився цей проєкт, а потім Алан перейшов працювати в Avon.

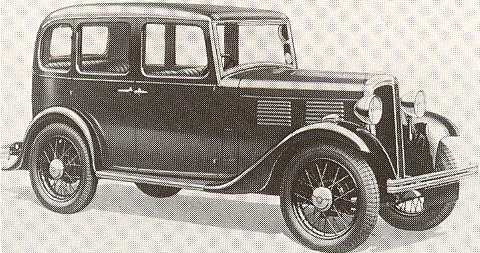
Standard Little Nine

Також в цей рік з'явилася нова 6-циліндрова модель — 15НР, вона оснащувалася 37-сильним 1,9 л мотором, цей автомобіль оснащувався або тканинним, або сталевим кузовами типу седан — Exmouth і Ensign, або фаетон — Envoy.
До кінця року з'являється потужніший варіант 6-ки — 16НР, який оснащувався 2,05 л мотором, потужністю 41 к. с., ця модель оснащувалася кузовом турер — Envoy.
У 1930 році Блек стає керуючим директором компанії, цього року ніяких змін в модельному ряді не відбувається, в 1931 році 16НР отримує кузов седан — Ensign, так що 15НР тепер випускається всього з одним типом кузова — Exmouth. У 9.9НP Big Nine найдешевший (Popular) і найдорожчий (Special) кузови типу седан були зроблені з тканини, а суцільнометалевий був посередині між ними, дорожчий Special Saloon, до того ж, оснащувався 4-ступінчастою коробкою передач, як базове оснащення у нього також були безпечні стекла, подвійні бампери, спицьовані колеса, шкіряний салон і люк у даху. 1931 року показують і більш велику 6-циліндрову модель 20НР, яка пропонується тільки з кузовом Envoy. 20НР була оснащена 2,5 л мотором, потужністю 55 к. с., ця солідна машина розвивала швидкість більше 100 км/год.

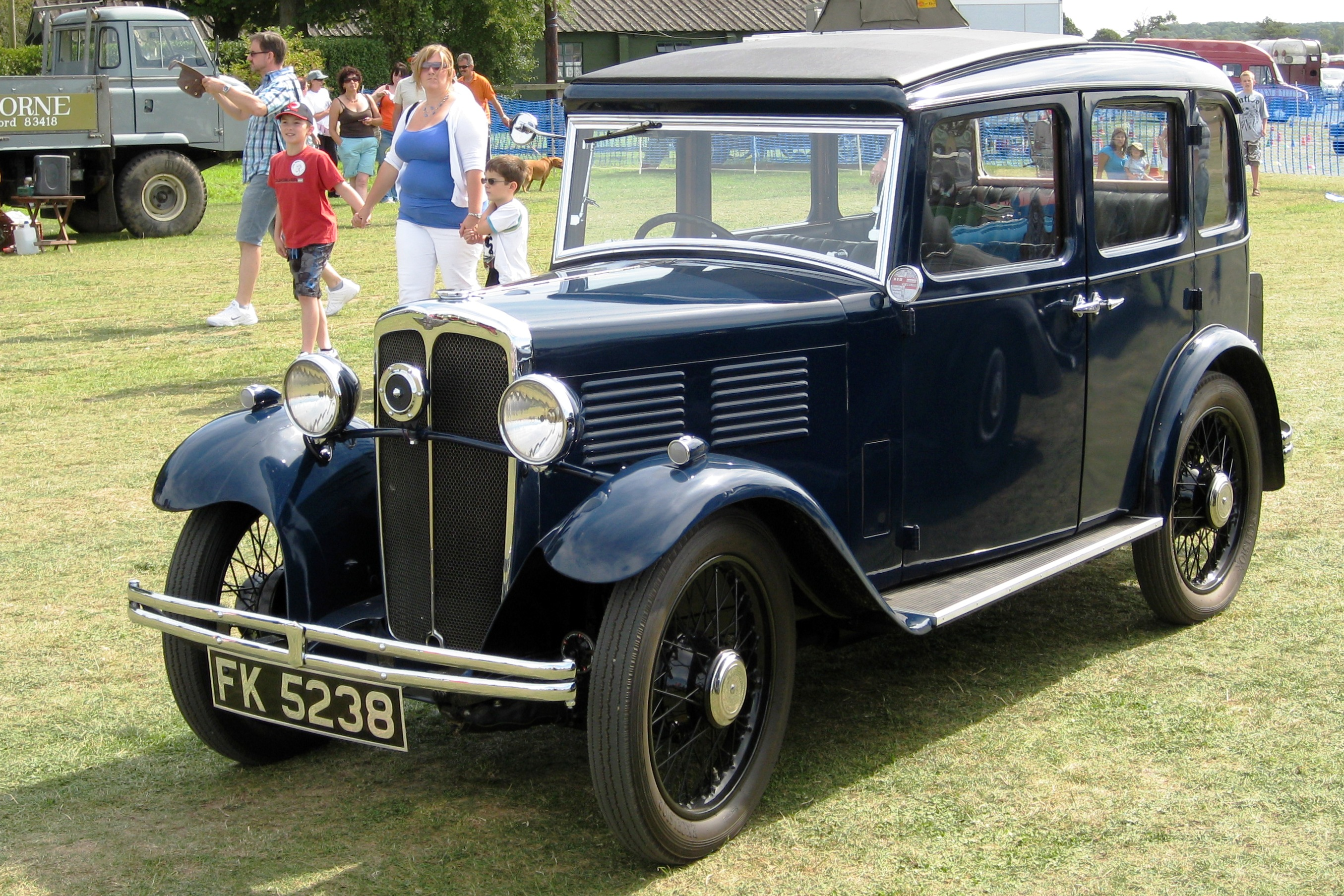
Standard Little Nine

Наприкінці 1931 року публіці показують модель Little Nine з 1 л мотором, потужністю 22 к. с. Це малятко було на 26 см коротшим в базі, ніж проста 8.9НР, проте цей малюк, який оснащувався тільки кузовом седан, розвивав непогані 93 км/год.
З цього року модель 16НР теж оснащується кузовами фірми Avon.
У 1932 році відкривається новий завод в Кенлі, причому на відкриття приїхав член королівської родини — герцог Глостер, з липня на новому заводі стали виробляти нові моделі: Litle Twelve і Big Twelve. Обидві були 6-циліндровими, але перший мав моторчик, об'ємом 1,3 л, другий — 1,5 л. «Біг Твелв» мав не тільки більший мотор, але і більший кузов, як в довжину, так і в ширину (по 13 см). Восени 1932 року на автомобільній виставці в «Олімпії» для цих моделей були анонсовані опції: напівавтоматичне електромагнітне перемикання передач фірми Wilkinson і автоматичне зчеплення фірми Bendix.
У 1933 році було вирішено перенести все виробництво в нові території в Кенлі, почалася реконструкція заводу. Тим часом брати Дженсен покинули фірму Avon, на роль головного дизайнера був запрошений Шарль Бюва, також в середині цього року Лайонс, глава фірми Swalow Sidecar, оголосив про те, що він буде випускати машини самостійно, але використовуючи агрегати Standard, незабаром показали перший власний автомобіль моделі SS1, так було дано поштовх до народження марки Jaguar.
У 1934 році всі колишні моделі були піддані модернізації та зміні торгових найменувань.

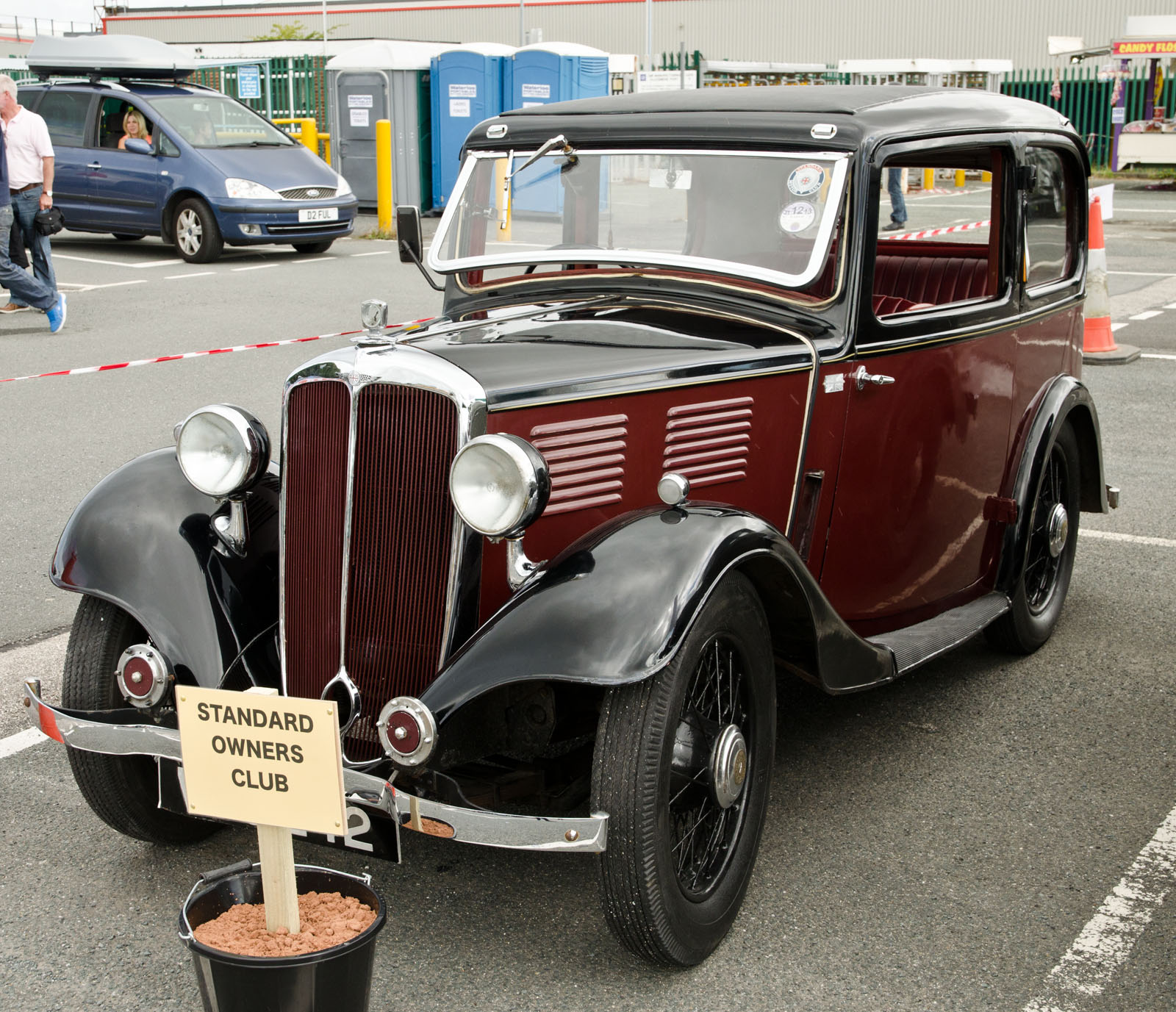
Standard Nine

Так Little Nine змінюється моделлю Nine, яка оснащується 1,05 л мотором. Модель Big Nine — на Ten, отримавши при цьому під капот 1,35 л мотор. Little Twelve/Big Twelve йдуть зі сцени, і їх замінює 4-циліндрова 1,6 л модель Twelve. Sixteen отримує 2,15 л 56-сильний мотор, а Twenty — 2,65 л 65-сильний двигун. Всі машини оснащувались 4-ступінчастою коробкою передач, при чому, починаючи з 2-ї — всі синхронізовані, але покупці можу замовити і напівавтоматичну коробку «Уїлсона».

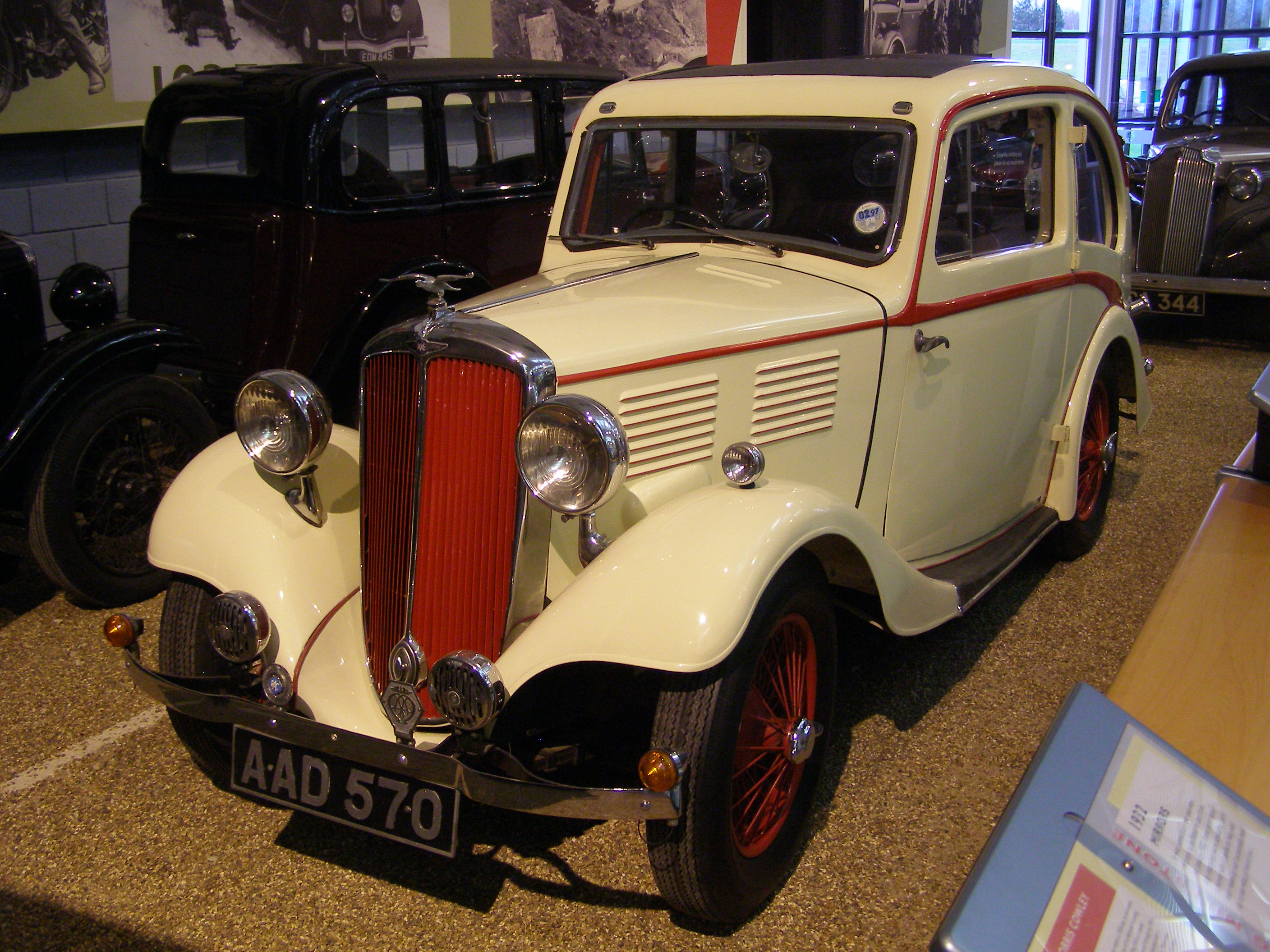
Standard 10/12HP Speed

Наприкінці року з'являється модель 10/12HP Speed — це був гібрид Twelve і Ten: на шасі моделі «Тен» встановили 6-циліндровий мотор від «Твелв», який отримав алюмінієву головку циліндрів і додатковий карбюратор. Машина спочатку випускалася тільки з кузовом купе, який виготовляла фірма Salmon and Son, пізніше з'явився і седан.
У 1934 році Модслі залишає компанію, і за 10 днів до Різдва вмирає у віці 63 років. Правонаступником стає Блек.

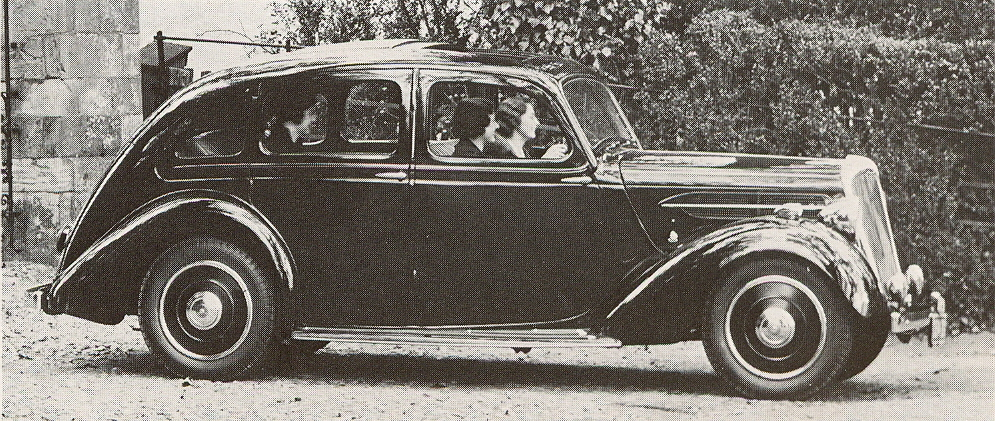
Standard Flying Twenty

До початку 1935 року завод в Кенлі отримав конвеєри в усі цехи, у фірму було інвестовано близько 350 000 фунтів. Восени 1935 року на автомобільному шоу була показана нова лінійка моделей. Головною відмінністю від попередньої стає дизайн кузова, за подобою моделі 10/12, вони стають напівоптічними, що дає привід назвати цю серію Flying, проте нові кузови отримують тільки моделі: Flying Twelve, Flying Sixteen і Flying Twenty.

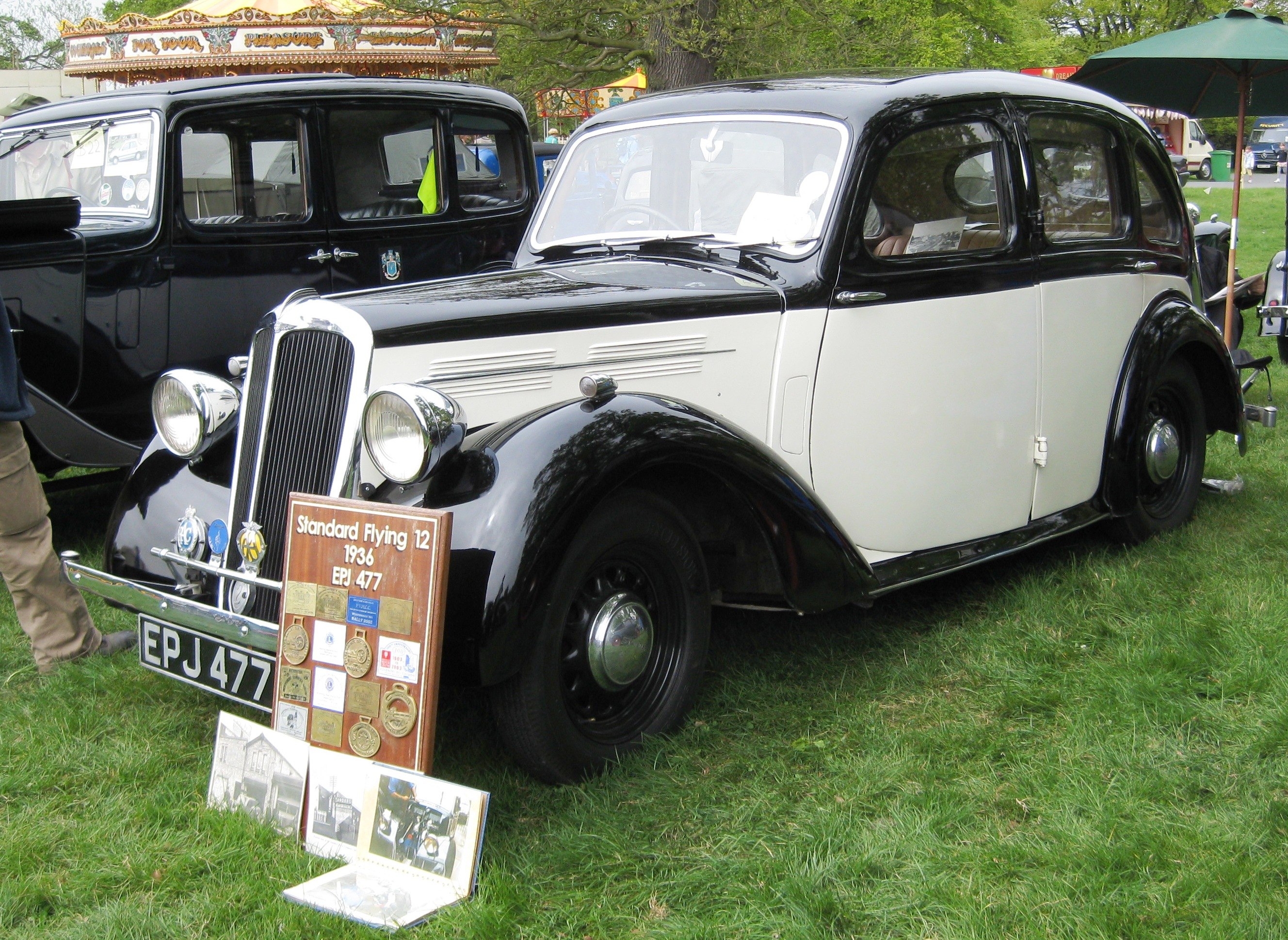
Standard Flying Twelve

У 1936 році модельний ряд фірми був найширшим за всю попередню історію фірми: Nine 9НР, Ten 10НР, Light Twelve 12НР — до цього знаний як 10/12НР, Twelve 12НР, Sixteen 16НР, Light Twenty 20НР — шасі моделі 16 з мотором від 20, Flying Twelve 12НР, Flying Sixteen 16НР, і Flying Twenty 20НР. Однак наприкінці 1936 року обтічні кузови отримують і молодші моделі, так з'являються: Flying Nine, Flying Ten, Flying Light Twelve.
Вперше на автомобілях цієї марки з'являється мотор формули V8. Його об'єм був 2,7 л, а потужність — 75 к. с., Flying Twenty V8 стає не тільки найпотужнішою, але і найшвидшою машиною фірми: вона розвиває 130 км/год, і до 90 км на годину розганяється за 12 секунд.
У 1937 році всі «квадратні» моделі йдуть зі сцени, також зникають моделі Flying Twelve і Flying Sixteen, замість них з'являється 1,8 л Flying Forteen. Так що модельний ряд складався з моделей: Flying Nine, Flying Ten, Flying Light Twelve, Flying Fourteen, Flying Light Twenty, Flying Twenty і Flying V8. В кінці року Avon, який 9 років будував купе і родстери на базі Standard, виходить з бізнесу.

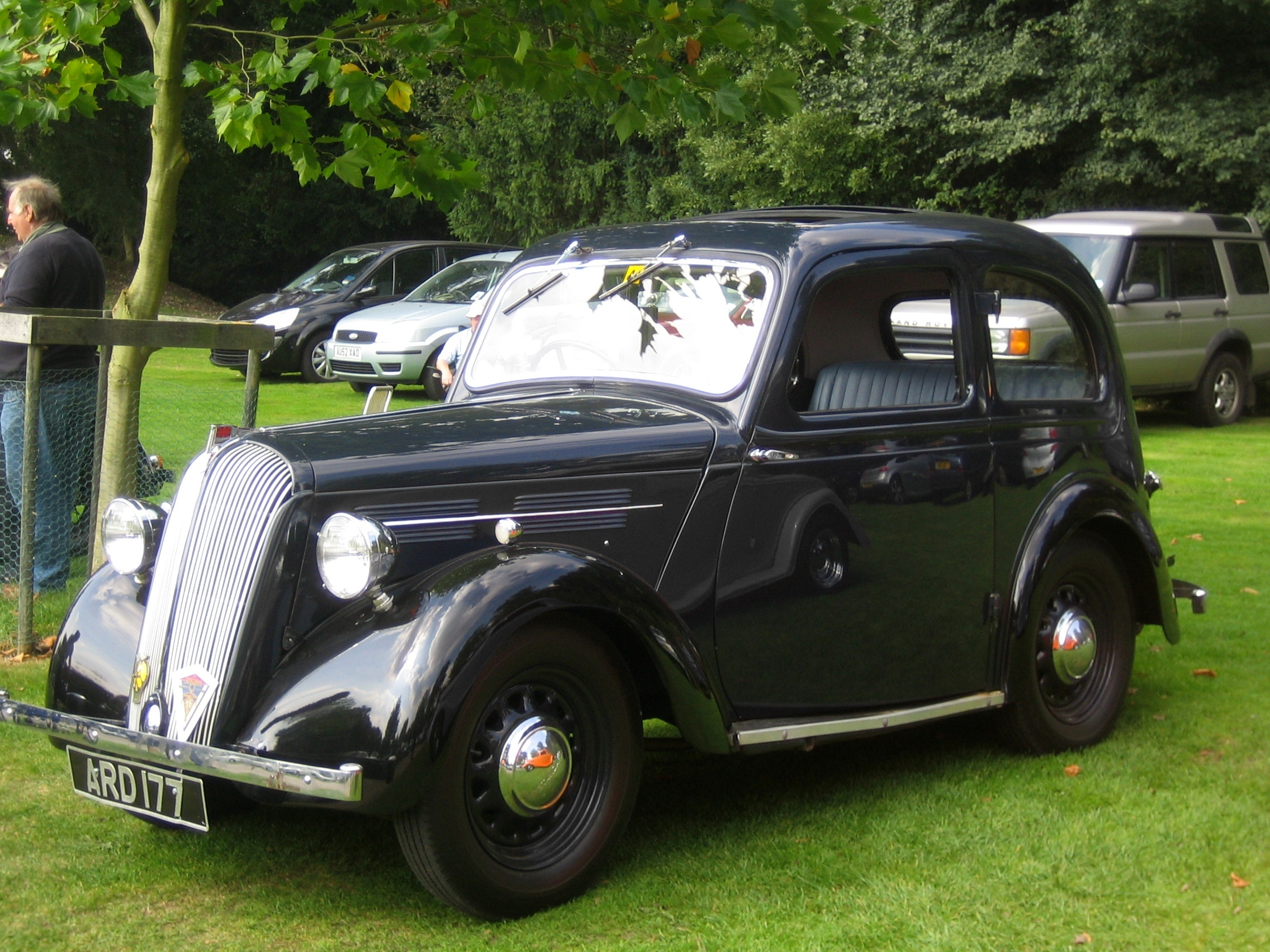
Standard Flying Ten

У 1938 році дизайн машин був перероблений, всі машини отримали решітки радіатора в стилі Flying V8, яку до цього часу знімають з виробництва. Ця машина за неповних 2 роки знайшла всього близько 350 покупців. Тим часом машини ставали все більшими і більшими, і вже 9-ка виявилася занадто великою, тоді в жовтні 1938 року з'являється Flying Eight, ця машина була оснащена 1 л мотором, потужністю 28 к. с. і, вперше на машинах цієї марки, незалежною підвіскою передніх коліс, до речі, вперше британський автомобіль цього класу взагалі отримав підвіску такого типу.
Разом з нею незалежну підвіску передніх коліс отримали моделі Ten і Twelve в комплектації Super.
У 1939 року незалежну передню підвіску встановили і на деякі комплектації Forteen і Twenty, до 1940 року модельний ряд не змінювався. 1940 року були випущені останні цивільні варіанти, і фірма стала будувати карети швидкої допомоги та фургончики на базі Twelve і Forteen, проте, не дивлячись на те, що під час війни було вироблено близько 10 тисяч фургонів на базі моделі 14, основною продукцією, як і під час Першої світової став авіаційний товар: мотори, комплектуючі до них, фюзеляжі і т. д..

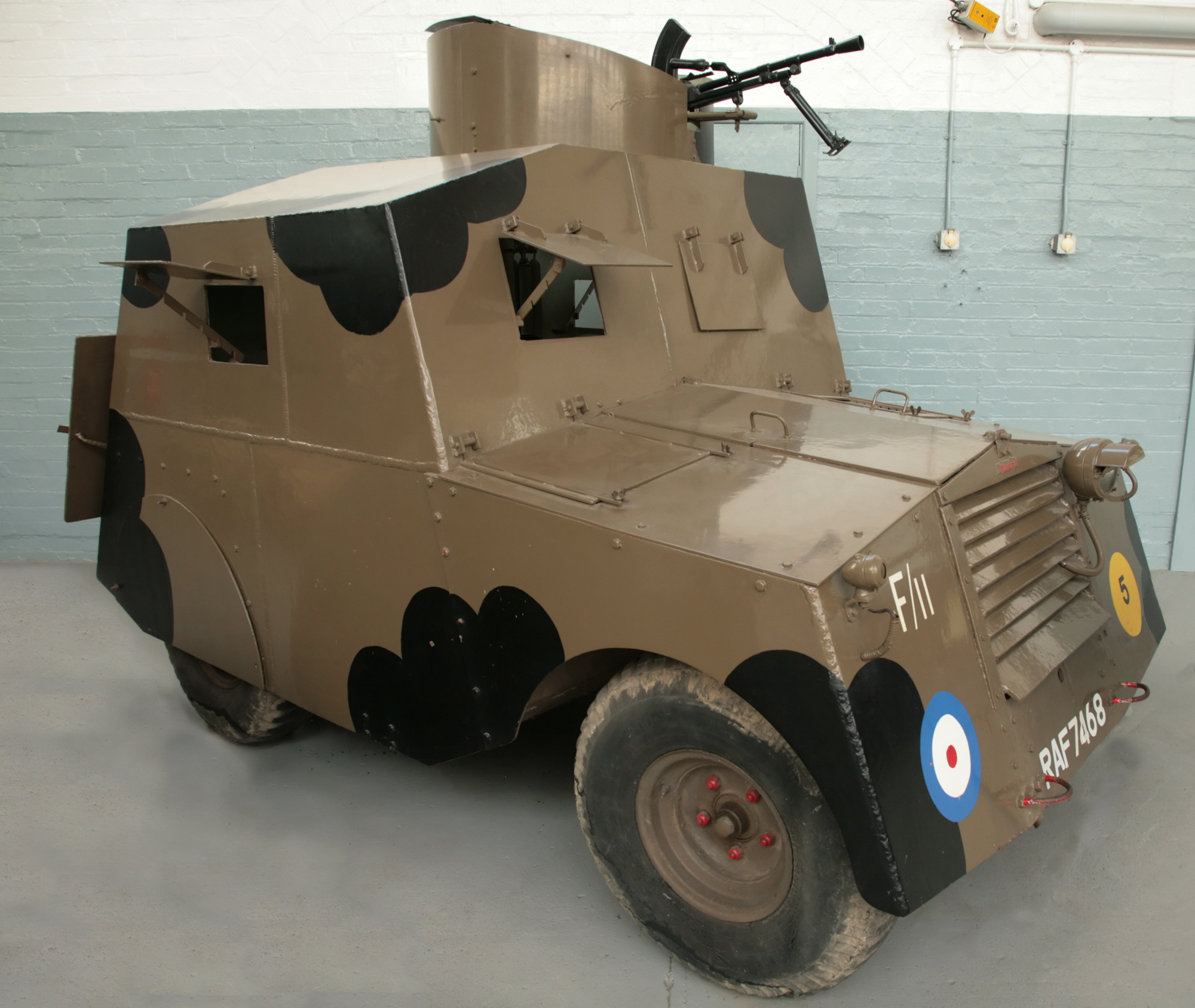
Standard Beaverette

З наземного військового транспорту головним був легкий броньовик на базі Flying Forteen — Beaverette. Машину спроєктували на прохання міністра авіаційної промисловості — лорда Бівербрука (звідси і назва моделі). Перші варіанти мали стандартну решітку радіатора, крила і капот і броньований кузов, пізніше передок був також перероблений і броньований. Всього за 3 роки було побудовано 2800 екземплярів цих броньовиків.
Не дивлячись на військові дії, інженери фірми стали працювати над легким повноприводним автомобілем для джунглів, було це в 1943 році, машину планувалося продавати після війни, проте проєкт згорнули відразу після того, як капітулювала Японія.
У 1945 році, відразу після війни, поновлюється виробництво цивільних версій довоєнних Eight, Twelve і Forteen, які при цьому втрачають в назві приставку Flying. Наймолодшу і доступну модель Eight представили публіці 18 травня, всього через 10 днів після капітуляції Німеччини, від довоєнної машини її відрізняє 4-ступенева коробка передач, в той час, як довоєнна версія задовольнялася 3-ступінчастою. Решта моделей модернізації не піддалися.
31 грудня 1945 року глава фірми — Блек — купує збанкрутілу фірму Triumph Motor Company, завод компанії сильно постраждав від німецької авіації, плюс справи у цієї фірми були важкими ще до війни. Тепер Triumph починають випускати на заводах в Кенлі. Крім автомобілів цієї марки, починається збірка за ліцензією тракторів фірми Fergusson.

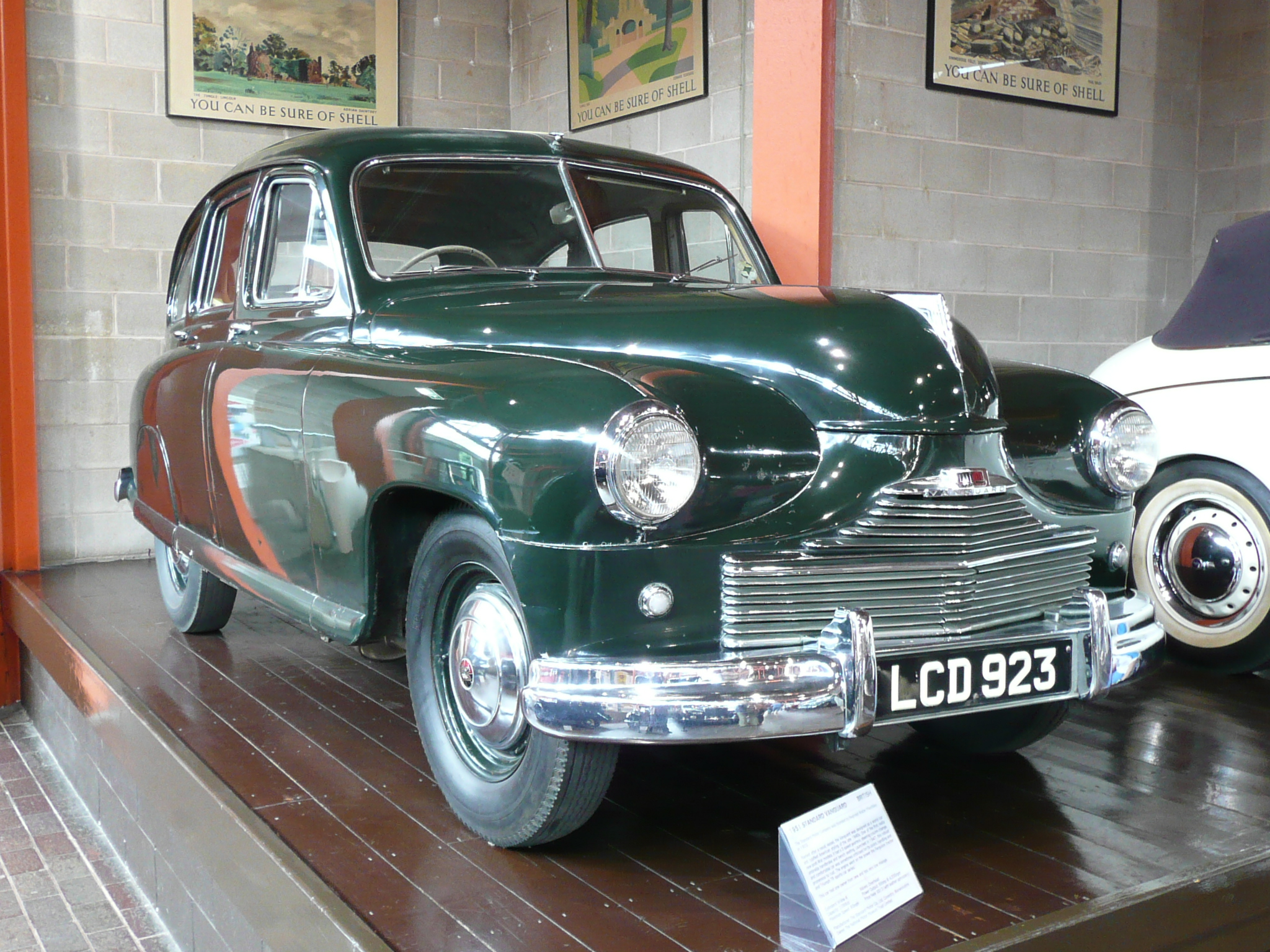
Standard Vanguard 20S

Трактори повинні були давати заводу прибуток, поки йшли підготовки до запуску в серію абсолютно нового автомобіля. У липні 1947 року на автошоу публіці показується модель Vanguard, яка була дуже схожа на американські автомобілі, тільки масштабно зменшена в розмірі. Ця модель мала понтонний кузов, спроєктований Волтером Белгрейвом, передня підвіска була незалежною, але не з поперечно ресорою, як на довоєнних машинах, а пружинною. Також під капотом був новий 4-циліндровий двигун, об'ємом 1,85 л, і 3-ступінчаста повністю синхронізована коробка, важіль управління якої розміщувався на рульовій колонці. Гальма мали гідравлічний привід.
Британське видання The Motor писало, що радянський ГАЗ-М20 «Побєда» був явно зроблений за мотивами «Вангуарда», але при цьому забувши, що радянське авто з'явилося на цілий рік раніше.
Машина пішла в серію на початку наступного року, при цьому двигун її було збільшено до 2,1 л. Тоді ж керівництво зробило ставку на те, щоб ця модель залишилася єдиною у виробничій програмі, витіснивши старі моделі, що й було зроблено в липні 1948 року. У жовтні з'являються версії універсал і пікап цієї моделі. Незабаром мотор 2,1 л встановлюється не тільки на Standard Vanguard, але й на Triumph 2000 Roadster TRA, а також на Morgan Plus 4.
У 1950 році цю машину випускали вже в Австралії, Індії, Південній Африці та Канаді, також було підписано ліцензійну угоду з бельгійською фірмою Imperia, яка дихає на ладан і яка терміново потребує завантаження своїх потужностей. Тим часом машини вперше в Британії починають комплектуватися за замовленням овердрайвом (підвищувальною передачею) фірми Laycock-de-Normanville, також як опцію можна замовити тканинний люк на дах.

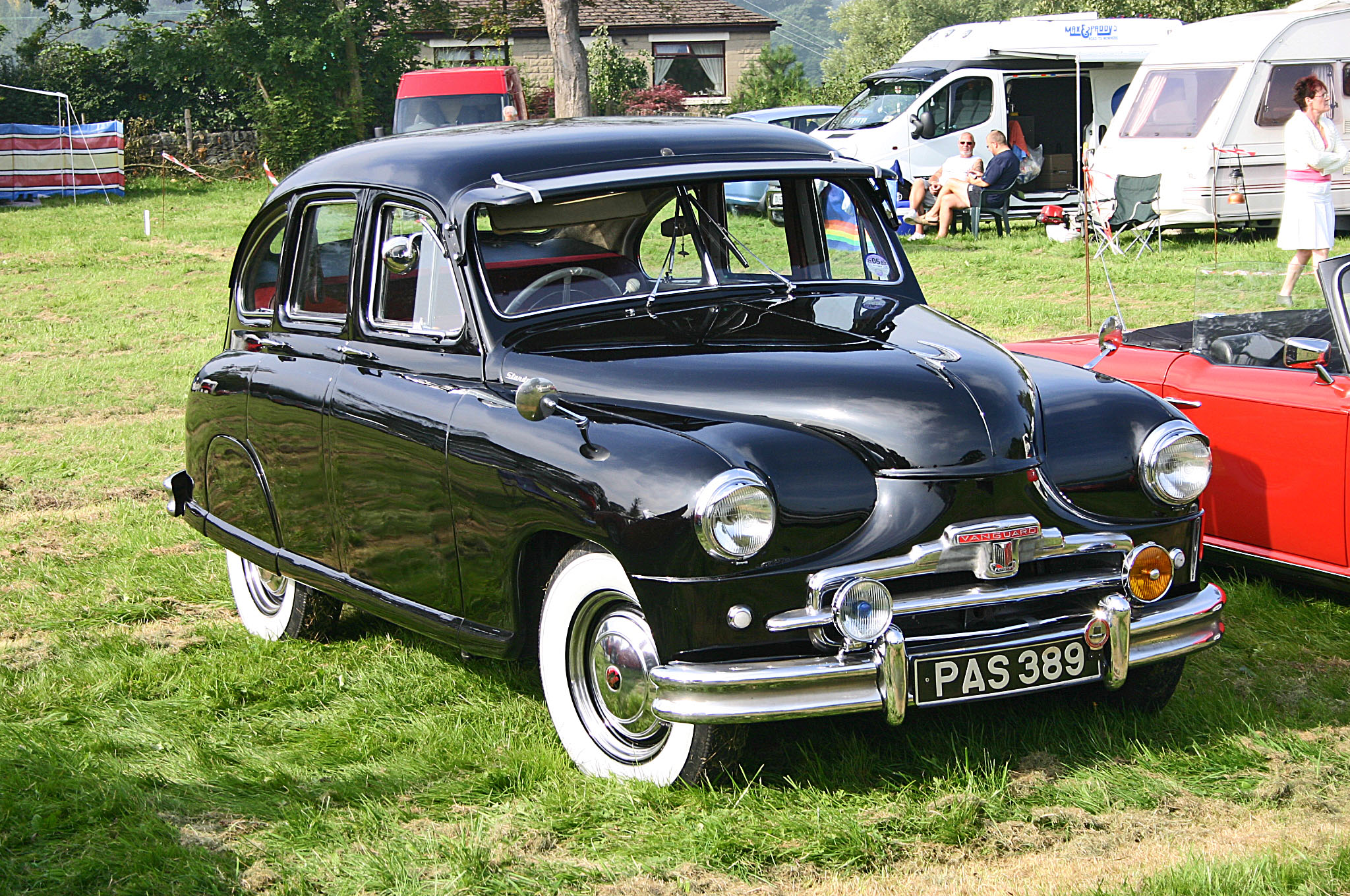
Standard Vanguard Saloon PIA 1952

Наприкінці 1951 року машина піддалася модернізації, було змінене облицювання радіатора, капот став нижчим і стало крупнішим заднє вікно, автомобілі цього модельного ряду стали позначатися Phase 1A.

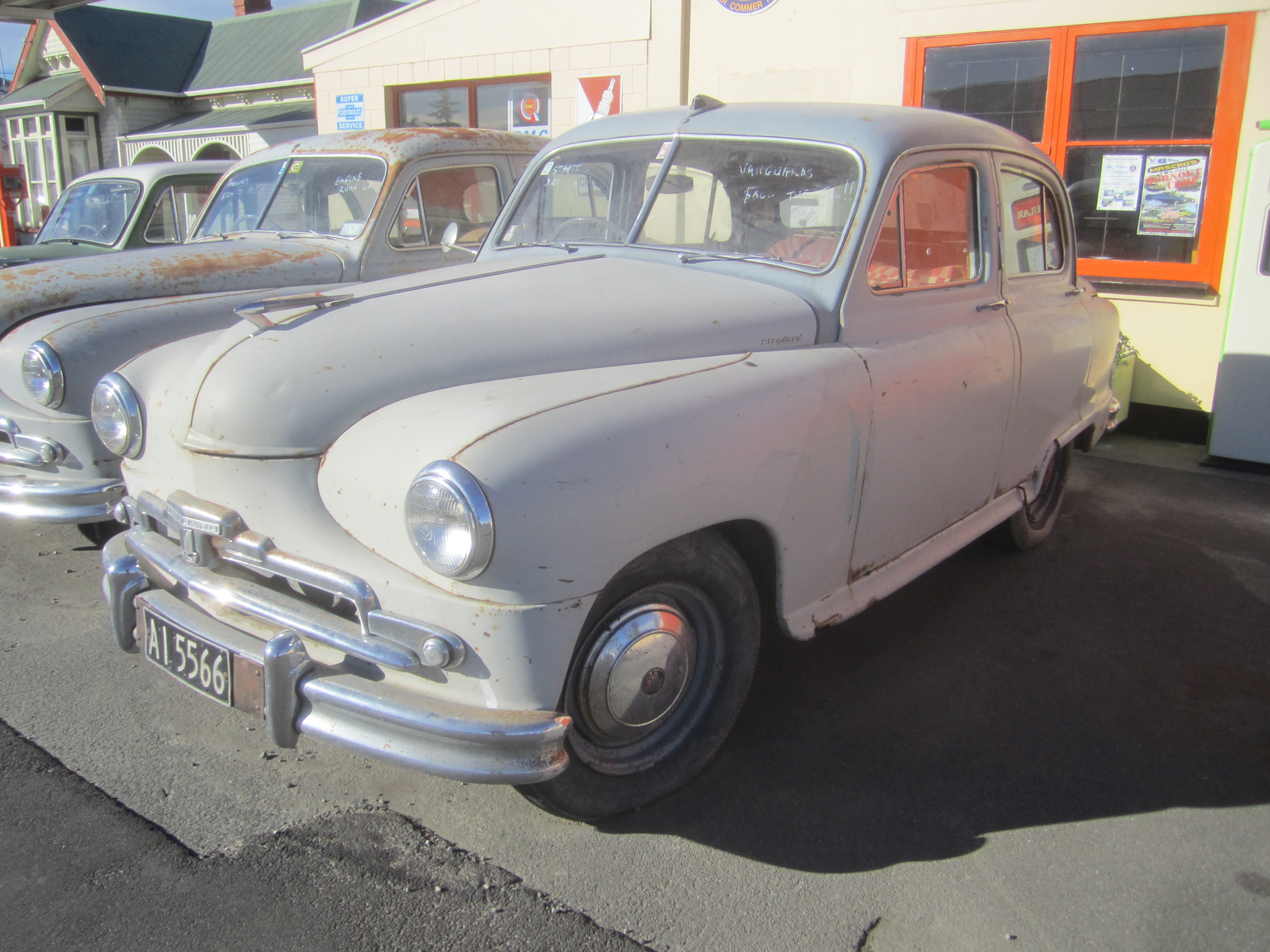
Standard Vanguard PII Saloon 1953

Уже в 1952 році модернізації піддався і варіант з кузовом пікап і універсал, однак останні не довго випускалися, оскільки вже в січні 1953 року з'являється нова генерація — Phase II. Від попередника вона відрізнялася кузовом типу седан з окремим багажником, в той час як колишня модель хоч і називалася седан, але, по суті, була фастбеком, як і «Перемога».
Мотор машини був форсований до 68 к. с., і тепер седан розганявся на 7 км/год більше, ніж попередник, показуючи на спідометрі 130 км/год.

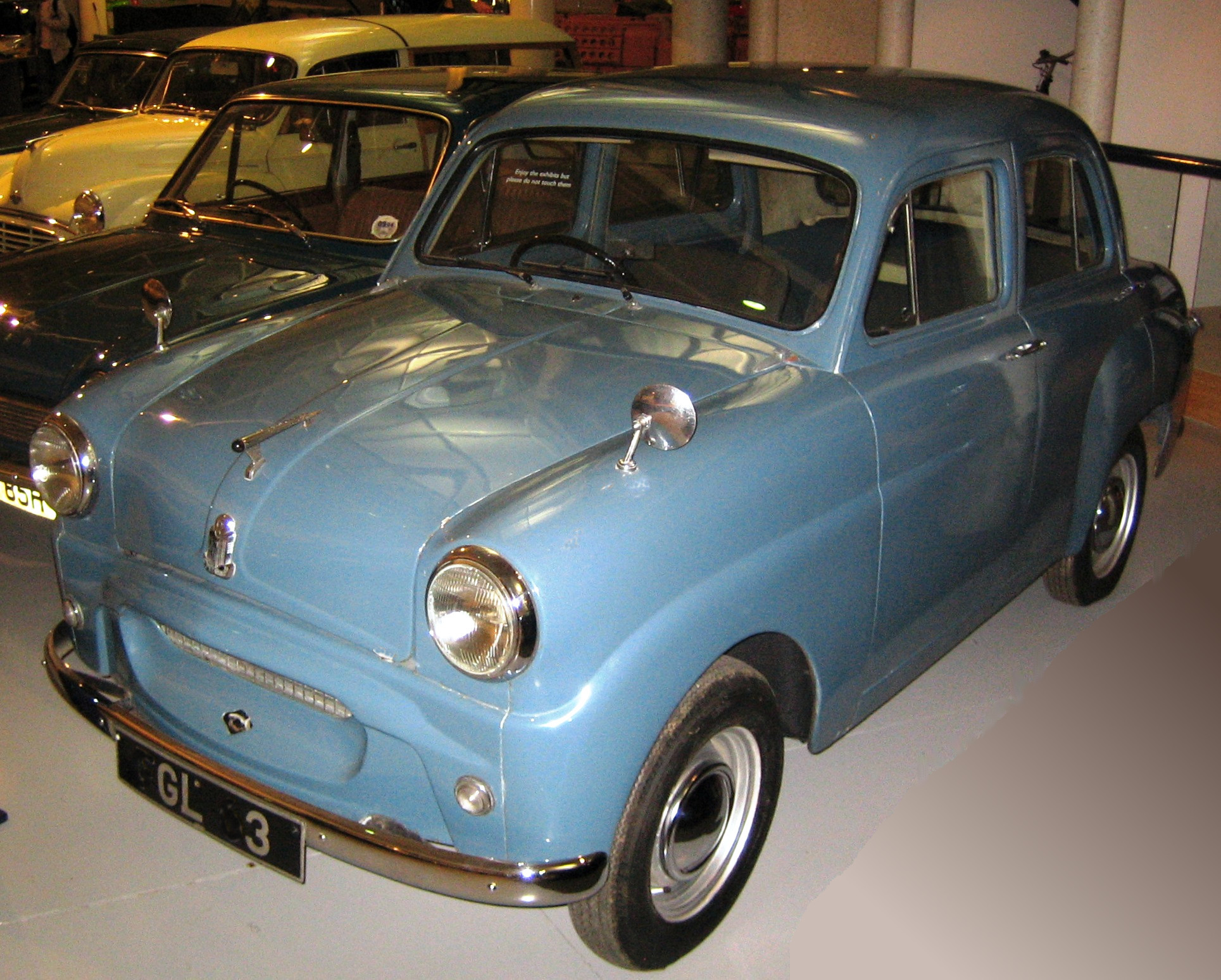
Standard Eight

У лютому з'явилися й утилітарні варіанти цієї моделі. Крім цієї серії, з'являється найдоступніша машина в Англії — Eight. Ця машина була оснащена 800-кубовим мотором, який мав 4 циліндра і розвивав потужність в 26 к. с. Кузов у машини був типу седан, але кришки багажника у нього не було, поклажу треба було вантажити через спинку заднього сидіння, але при цьому машина була оснащена незалежною пружинною підвіскою передніх коліс, мала гідравлічні гальма. Щоб максимально здешевити машинку, також відмовилися від склопідйомників в дверях, а також від двірника і сонячного козирка з боку пасажира.

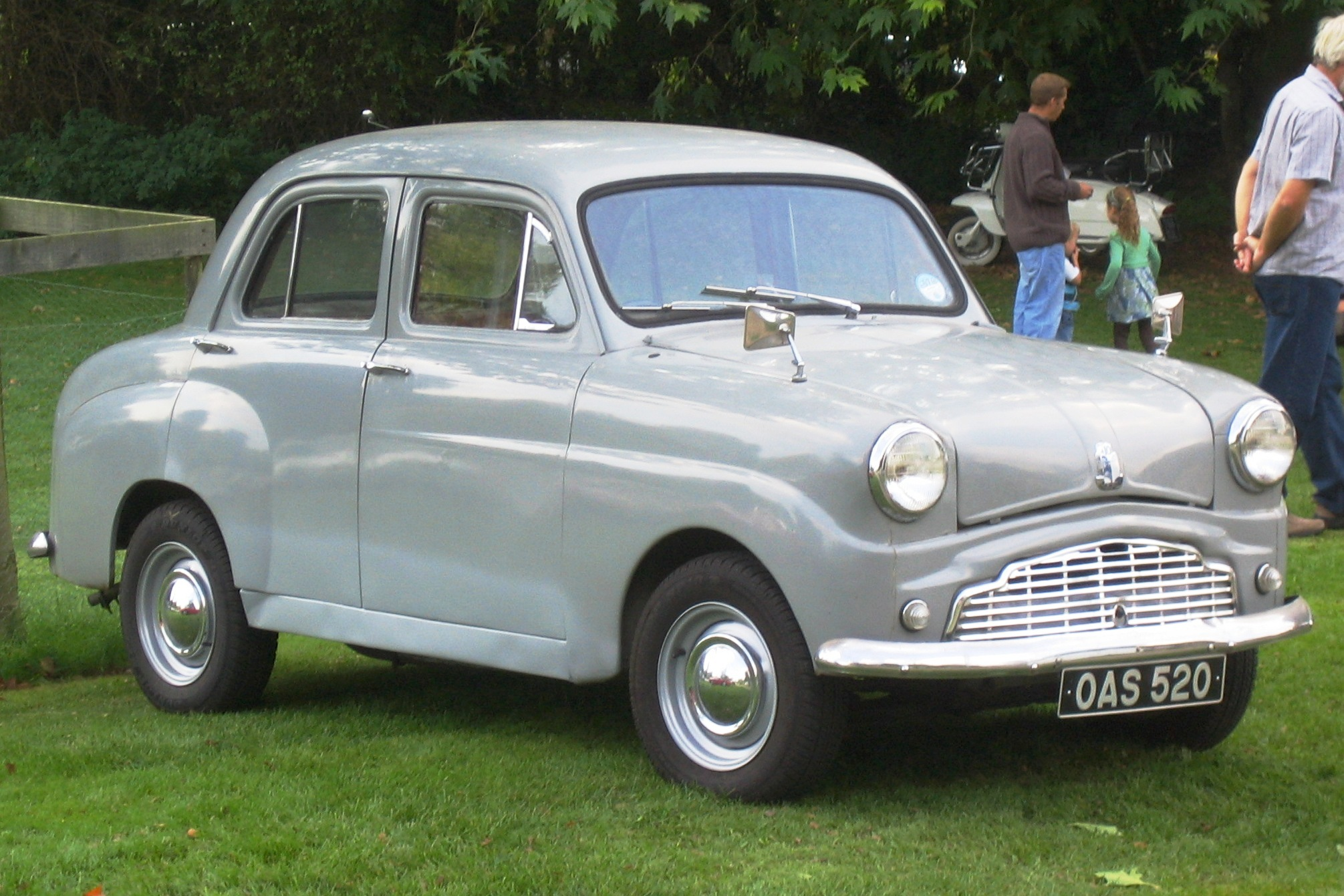
Standard Тen

У 1954 році Джон Блек йде зі своєї посади, за офіційною версією — за станом здоров'я, проте, як стане відомо пізніше, його просто змусили піти у відставку головні акціонери підприємства. Місце Блека зайняв Алік Дік, який довгий час був його особистим заступником. Тим часом у квітні клієнтам надається можливість замовити нову модель — Ten, яка була дорожчою версією «вісімки», під капотом у неї був 1 л мотор, потужністю 33 к. с., але машина відрізнялася не тільки мотором, але і дорожчим оздобленням кузова, так на кузові був присутній хром, а також була кришка багажника, в червні у молодшої моделі Eight з'явилася версія De Luxe, яка мала багатше оснащення та оздоблення кузова. На скандинавському ринку Ten продавався як Standard Vanguard Junior, експлуатуючи вже розкручене ім'я.
З серпня 1954 року на «Вангуард» можна було замовити вперше для англійської легкової машини дизельний двигун. Цей мотор, також об'ємом 2,1 л, був запозичений з трактора Fergusson (до речі, бензиновий також перекочував з трактора), тільки в тракторному варіанті з нього зняли 25 к. с., обмеживши по обертах до 2200 об/хв, у той час як на легковому Vanguard цей же мотор розвивав вже 60 к. с., розганяючись до 105 км/год і витрачаючи 7,5 л на сотню, в той час як бензинова версія витрачала 12,6 л/100 км, але час дизельних машин ще не прийшов, і якщо бензинових машин за весь час продали більше 80 000 примірників, то дизельний варіант розійшовся тиражем менше 2000 штук.

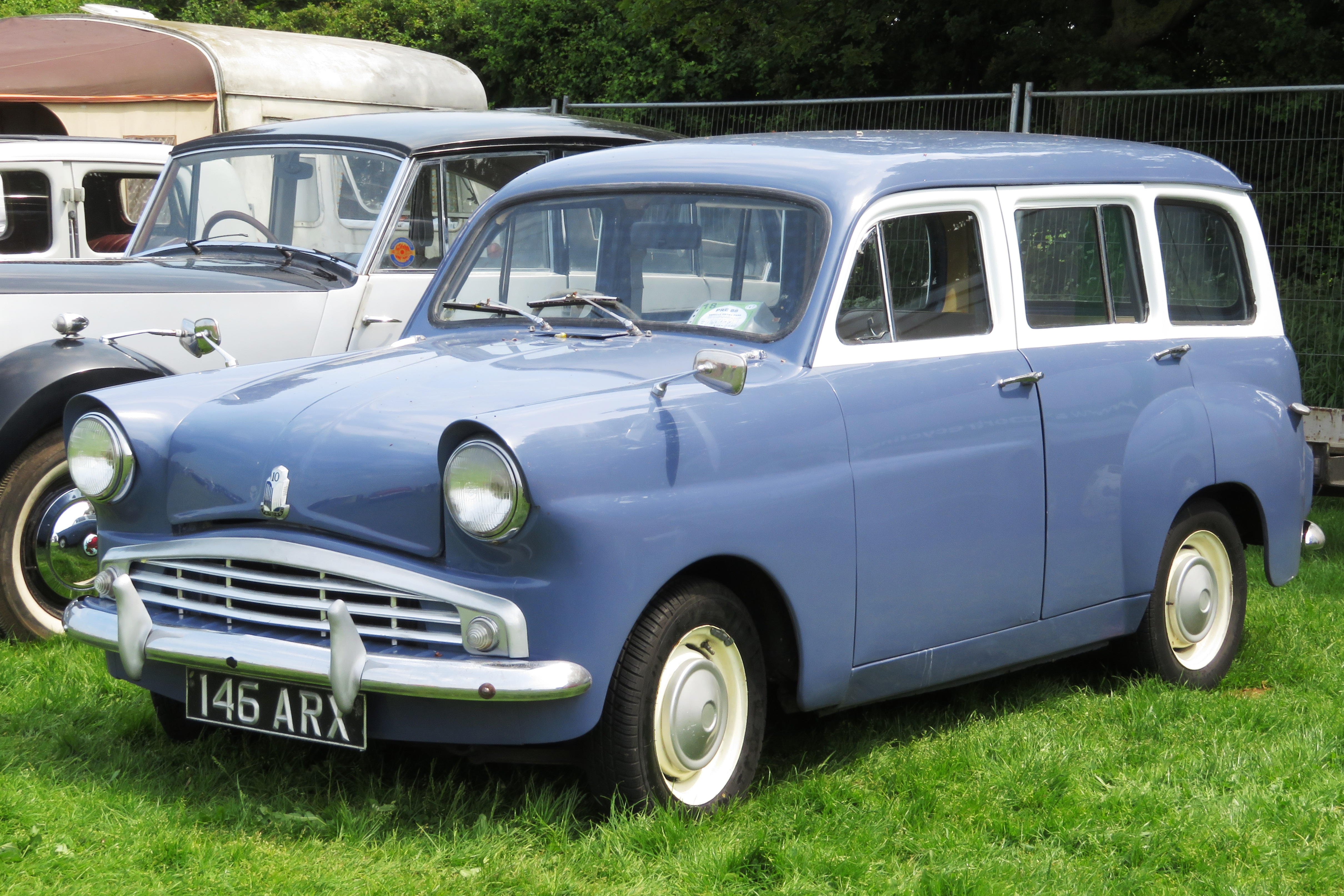
Standard Тen Companion

У жовтні однолітрова версія обзавелася кузовом універсал, який отримав назву Ten Good Companion, але зовсім скоро слово «Гуд» опустили в назві.
У 1955 році з'являється нове покоління моделі Vanguard, любителям воно знане як Phase III, проте крім назви і мотора цю модель нічого не об'єднувало з попередником, оскільки нова машина отримала новий несучий кузов, рамна конструкція для цієї моделі пішла в минуле. Мотор не зазнав змін, коробка передач обзавелася 4-м ступенем, передня підвіска була незалежною пружинною, підвішеною на важелях, задня була напівеліптичною, як і раніше.

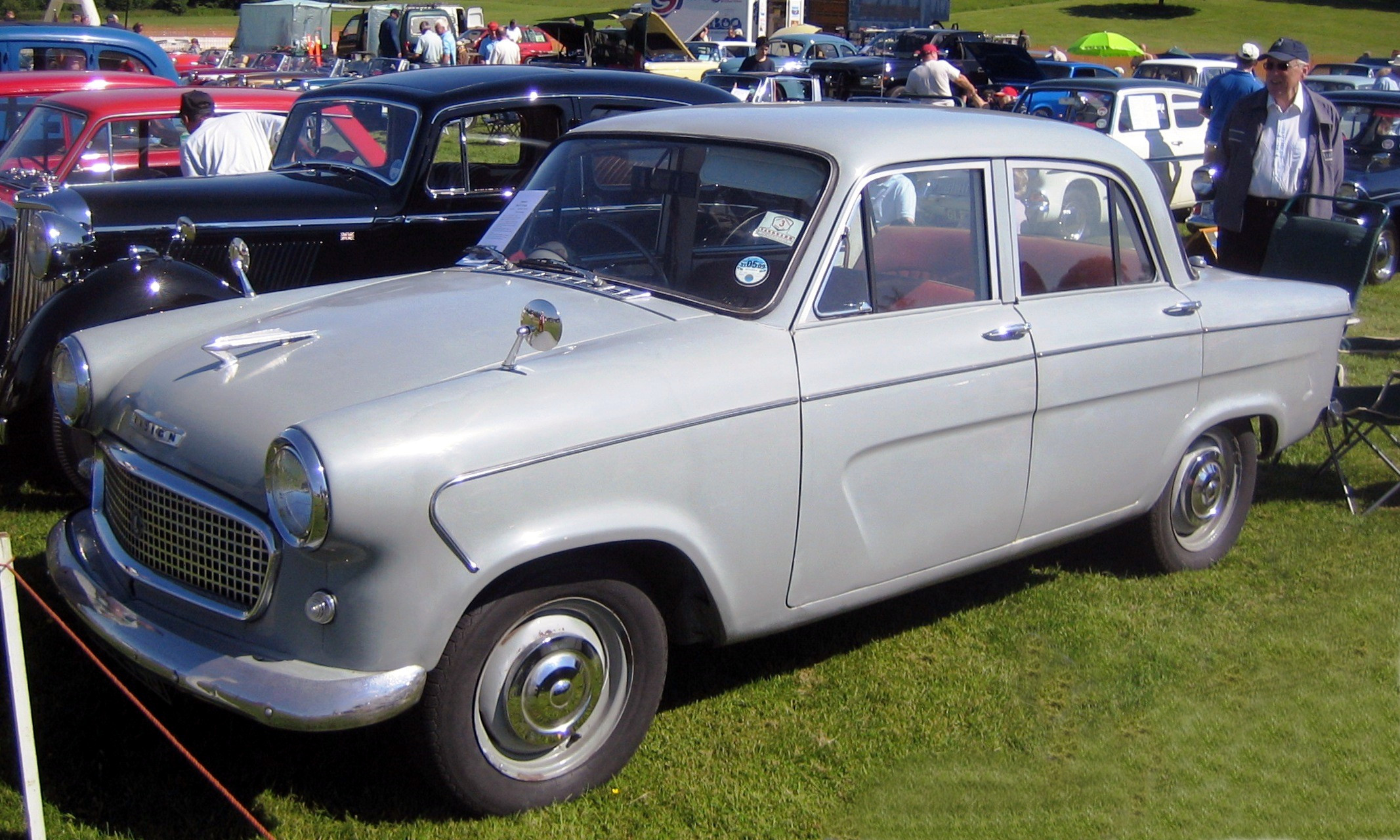
Standard Vanguard PIII

Кузов був скроєний заново і не мав нічого спільного з «Фазою 2». База машини виросла на 20 см, оскільки машина стала легшою і нижчою, то зросла максимальна швидкість і знизилась витрата палива, тепер машина могла розвивати майже 140 км/год, витрачаючи при цьому близько 10,5 л на сотню. У базовій комплектації з'явився обігрівач салону, який до цього був опцією.
Паралельно випускалася і продавалася модель попереднього покоління.
У липні того ж року базова Eight отримала приставку Family, а восени до цього варіанту і De Luxe додався варіант Super, який став топовим для цієї моделі, таку ж версію отримала і більш старша «десятка».
У тому ж році «десятка» була виставлена на RAC Rally, які проходили в Уельсі з 1932 року, до цього на цих перегонах призові місця займали Allard, Jaguar, BMW, AC, роком раніше першим до фінішу прийшов екіпаж Уоллуорка і Брукса, які виступали на Triumph TR2 (марці, яка входила до складу фірми Standard). Але тепер першою до фінішу, який розташовувався в місті Хестінгс, приходить однолітрова машинка, в якій сидять Джиммі Рей і Брайан Хоррокс.
У 1955 році починається виробництво Eight і Ten в Індії на заводах в Мадрасі, де до цього виробляли Vanguard першого і другого покоління, оскільки третю серію вирішили там не збирати, то і завантажили потужності дешевшими і простими автомобілями.

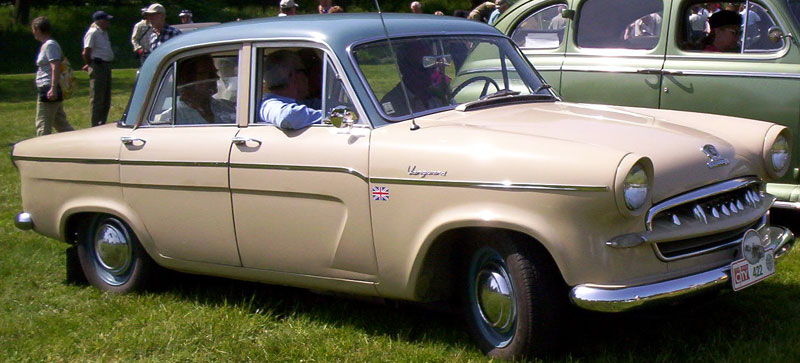
Standard Vanguard Sportsman

1956 рік приніс нову опцію автомобілям марки «Стандард», на замовлення тепер вони могли оснащуватися автоматичним зчепленням Standrive. Також з'явилася спортивна версія «Вангуарда» — Sportsman. Ця модель оснащувалася все тим же 2,1 л мотором, але завдяки двом карбюраторам і вищій компресії віддача зросла з 68 к. с. до 90 к. с., такий же мотор застосовувався на автомобілях марки Triumph. Також ця машина мала збільшені гальма й інше передавальне відношення заднього моста, завдяки чому розгін машини став швидшим. Максимальна швидкість машини дорівнювала 146 км/год, а розгін став швидшим на 2,5 с (19,2 с до 100). Від базової машини її можна було відрізнити за двокольоровим забарвленням і решіткою радіатора, як у автомобілів марки MG.
У середині цього сезону стару модель Vanguard відправляють на спокій, оскільки третє покоління обзаводиться версіями універсал і пікап.

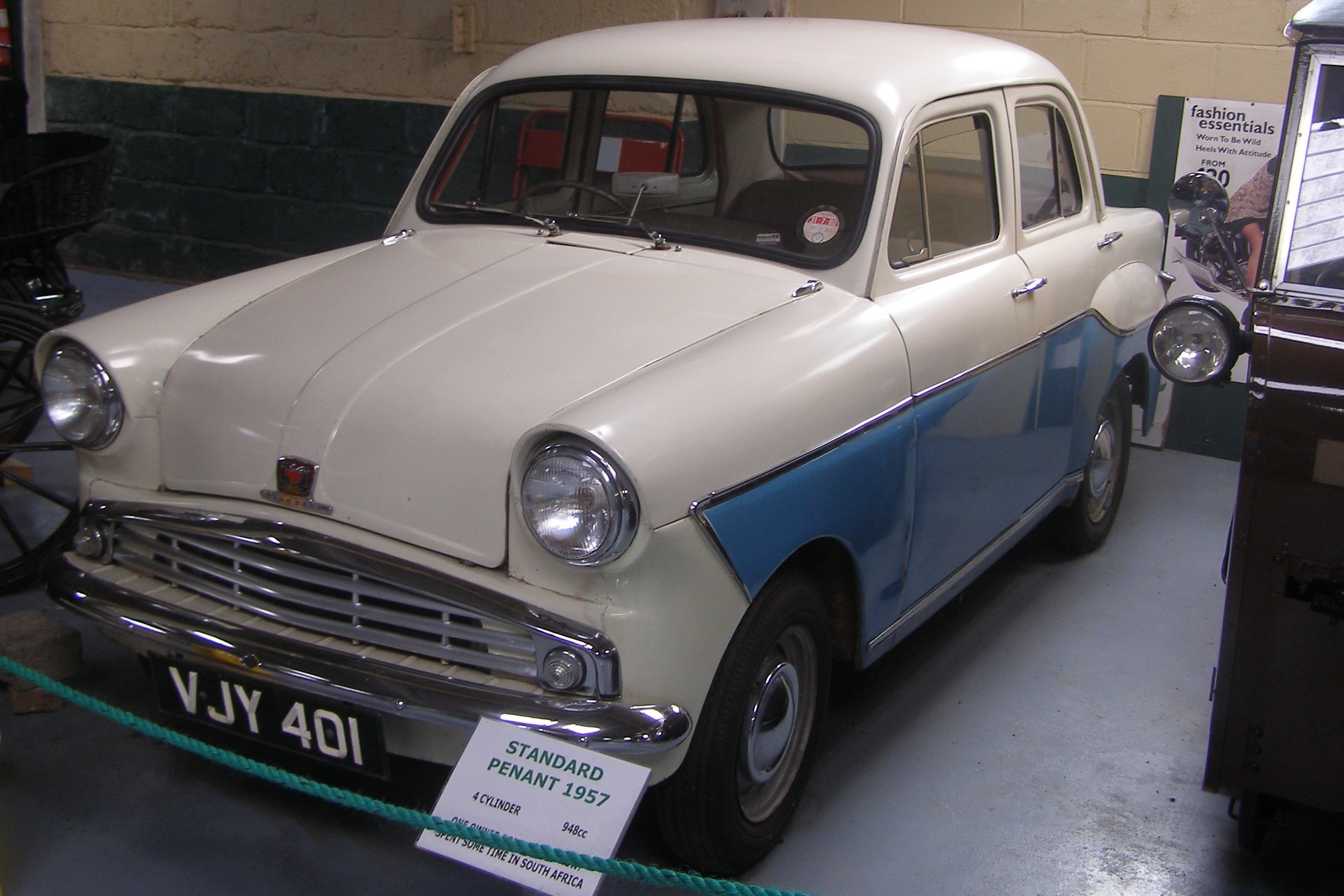
Standard Pennant

У березні 1957 року з Ten виростає нова модель — Pennant, від «десятки» її відрізняє дорожча обробка кузова, широкі підштамповки задніх крил, більші задні вікна, нові задні ліхтарі, мотор, об'ємом в 1 л, форсований до 37 к. с. Як опцію на машину можна замовити овердрайв, автоматичне зчеплення, радіо, обігрівач і шкіряний салон.
У США цю машину можна було купити під назвою Triumph 10HP.

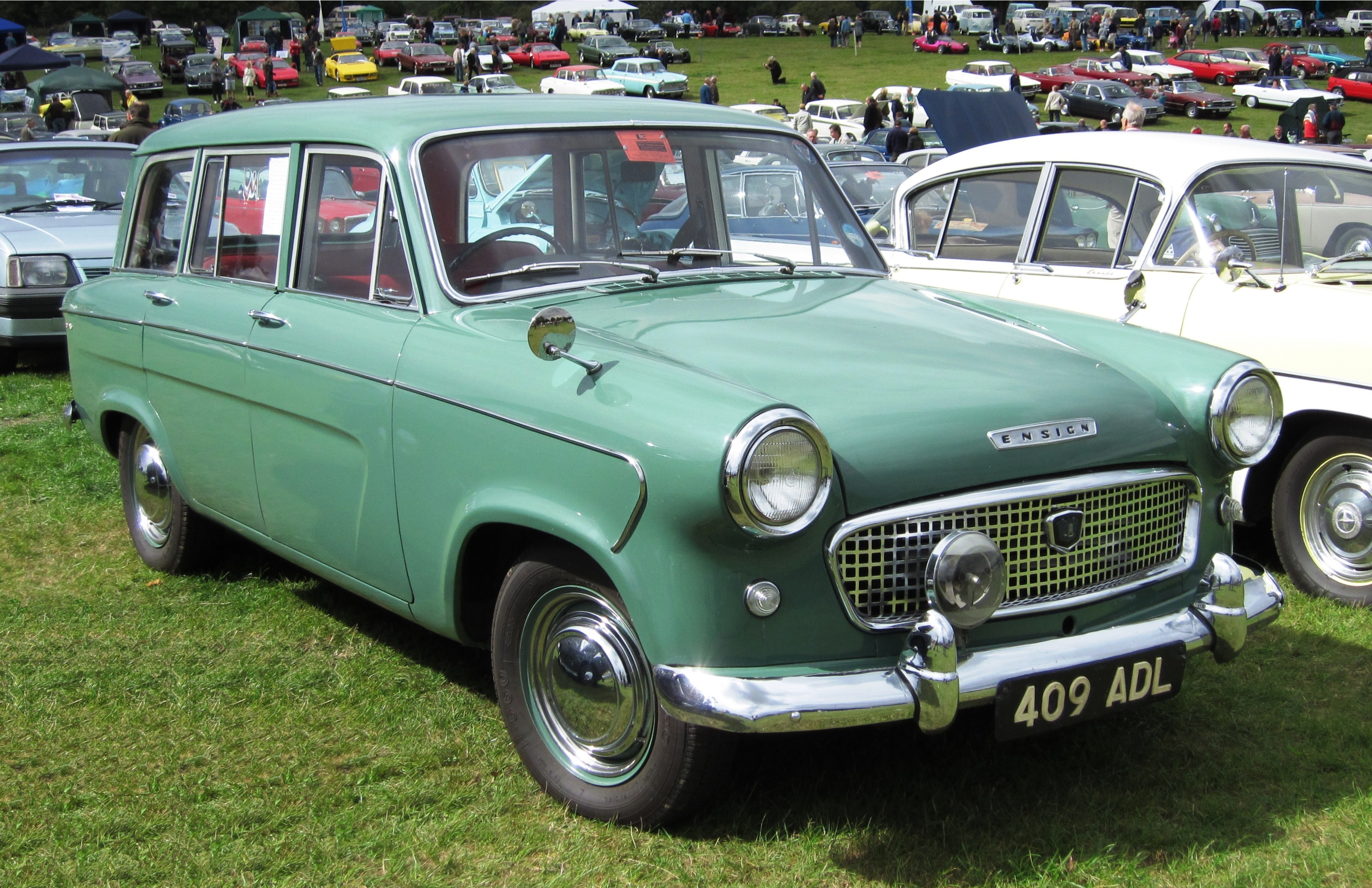
Standard Ensign Estate

У Eight в цьому сезоні з'являється нарешті кришка багажника, цей варіант називався Gold Star Saloon, при цьому дешеві версії знімають з виробництва. Ten також обзаводиться версією Gold Star Saloon, яка тепер стає і єдиною, оскільки версію універсал знімають з виробництва. У жовтні 1957 року публіці представляють здешевлену версію Vanguard, яка була оснащена 1,7 л мотором, ця машина отримує власне ім'я — Ensign (прапор). Велику партію цих машин замовили ВВС ВБ.

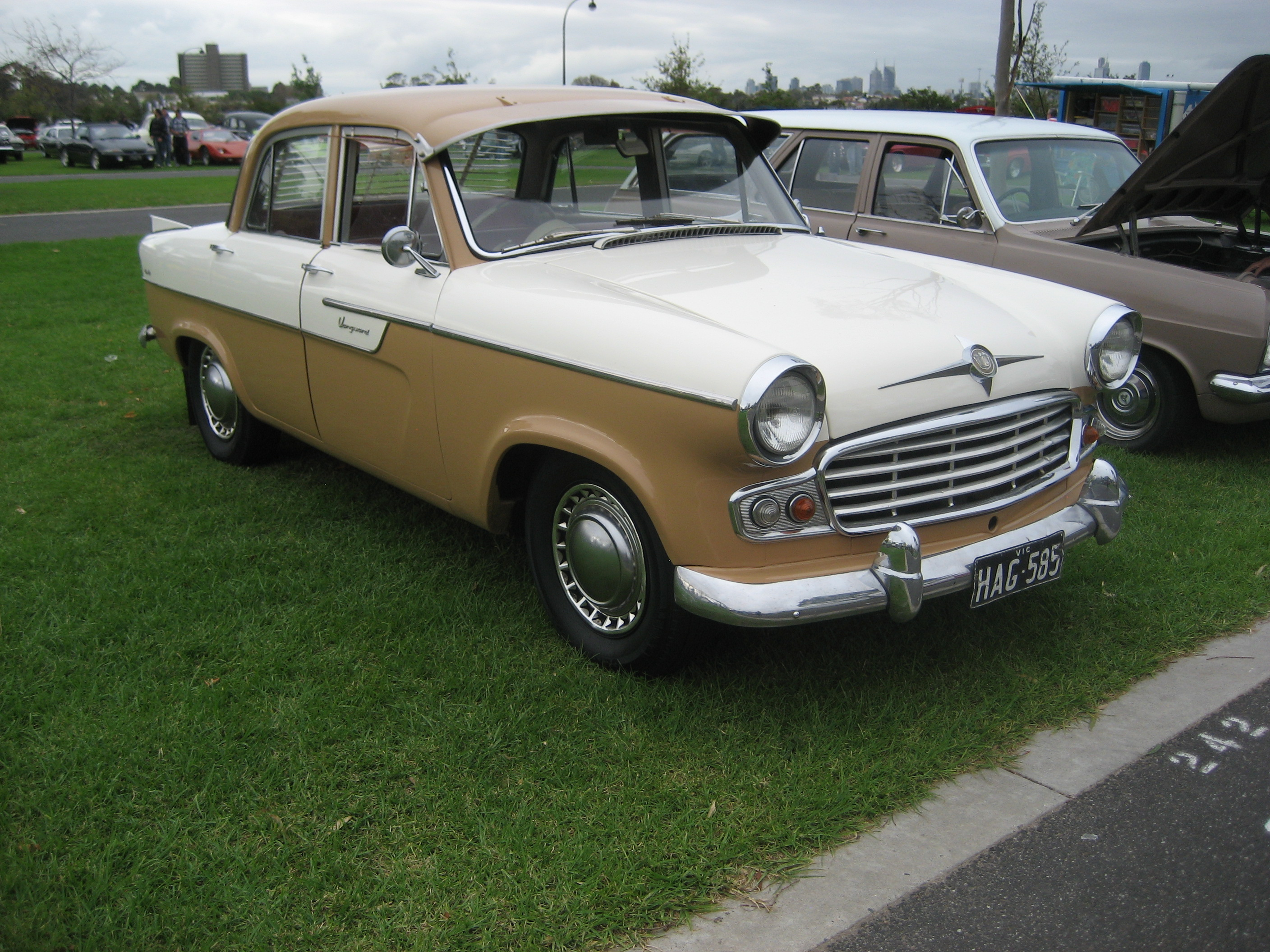
Standard Vanguard Vignale/Spacemaster

У жовтні 1958 року сам Vanguard зазнає модернізації, кузов машини переробив Джованні Мікелотті, який працював в той час у студії Vignale, тепер новий варіант називається Vanguard Vignale, або на інших ринках — Spacemaster. Від моделі 1955—1958 років цю машину відрізняють гнутіші передні і задні стекла, обробка рамок стекол дверей нержавійкою, нова решітка радіатора, підлога машини була перероблена, оскільки тепер важіль перемикання КП знаходився не на рульовій колонці, а на підлозі. Також, як і попередник, цей варіант отримав варіанти седан, універсал, пікап і фургон.
Кузов Ensign залишився без змін.

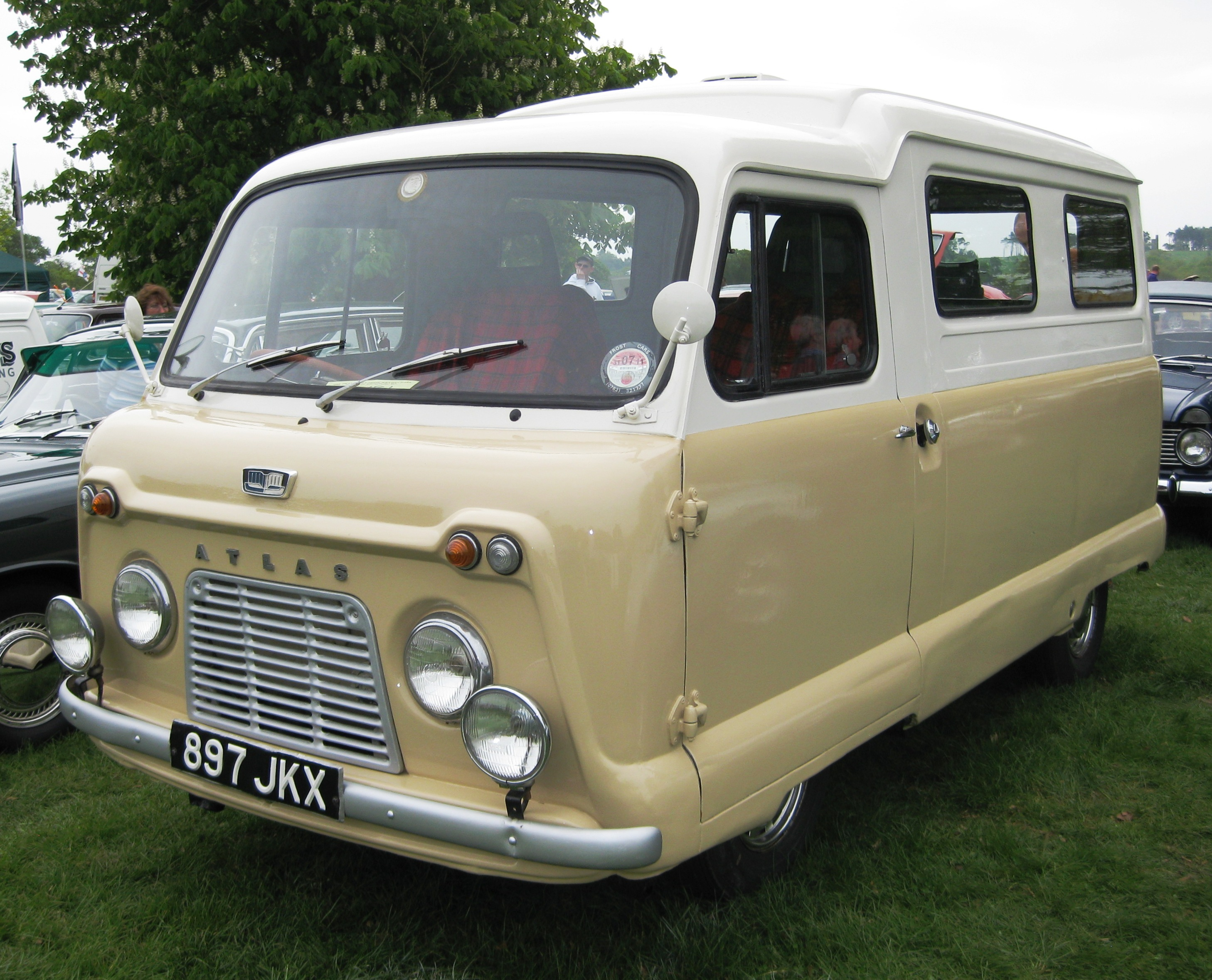
Standard Atlas Van

Іншою новинкою 1958 року стає комерційна модель Atlas. Це був мікроавтобус вагонної компоновки з мотором 1 л від «Тен», трохи пізніше з'являється і бортовий варіант цього автомобіля. Машина стала настільки популярною, що довгий час була лідером в своєму класі, поки не з'явився Bedford CF.
У цьому ж сезоні припиняються продажі спортивної версії Vanguard Sportsman, яку було вирішено не модернізувати, оскільки продажі за весь час її виробництва не перевищили 900 примірників.
У 1959 році ніяких змін не було, в Індії починається виробництво Standart Pennant під назвою Standart Ten. У вересні 1959 року фірма змінює назву з Standard Motor Company нa Standard-Triumph International. Через рік усі молодші моделі знімають з виробництва, оскільки їм прийшла заміна, але випускають нову модель під маркою Triumph. Новий Herald був зроблений на вузлах Ten, але оскільки на експортних ринках марка «Тріумф» була розкрученіша, то й вирішено було продавати ці двомісні машини і на внутрішньому, і на зовнішньому ринку під відомішою маркою, хоча все одно всі машини збиралися на заводах в Кенлі.
Покупці Ensign тепер можуть вибрати варіант із дизельним мотором фірми Perkins, об'ємом 1,6 л, який розвивав 43 к. с., іншою новинкою стала поява 6-циліндрової моделі Vanguard Six, який від базової моделі зовні відрізнявся тільки значками, під капотом же знаходився 2-літровий мотор, оснащений двома карбюраторами, він видавав 80 к. с. Цей автомобіль розганявся до 140 км/год і сотню набирав за 17 секунд.

## Standard у складі концерну British Leyland Motor Corporation
Однак у серпні 1960 року незалежності компанії прийшов кінець, Leyland Motors Ltd викупила всі активи фірми.

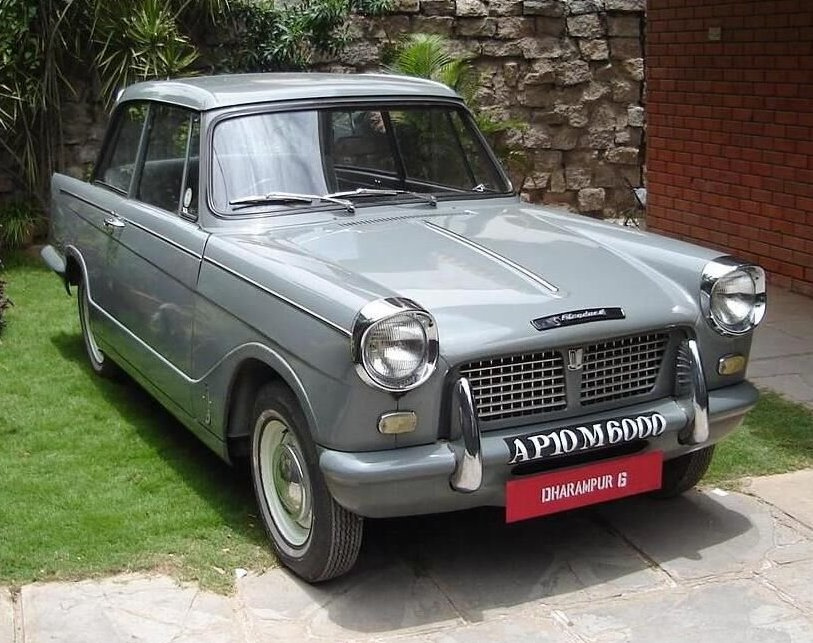
Standard Herald MkI

У 1961 році, коли вже були нові власники, в Індії знімається з виробництва модель Ten (Pennant), замість неї з британських комплектуючих починають збирати Triumph Herald, на який були встановлені лейбли Standard.
У Британії ж Vanguard Vignale сходить зі сцени до кінця року, і на той момент модельний ряд фірми складався з 6-циліндрової моделі Vanguard Six, дизельної та бензинової Ensign, колишнього Atlas і нової моделі — Atlas Major. Atlas Major отримала 1,7 л мотор, для чого довелося переробляти підкапотний простір і шасі.
У 1962 році Ensign отримує версію De Luxe, на яку встановлюють 2,1 л мотор, потужністю 75 к. с., від базової версії її також відрізняли збільшені барабани гальм. Тоді ж з'являється нова версія Atlas Major, на яку встановлюють такий же 2,1 л мотор, машина отримує назву Standard Twenty, зовні вона відрізняється від 1,7 л версії, яка отримує нову назву — Standard Fifteen, збільшеною базою коліс.
Тим часом продажі автомобілів марки Standard в Європі падали, нові власники вирішують всі нові моделі реалізовувати під маркою Triumph, і в травні 1963 року із заводу в Кенлі сходить остання машина марки Standard, оскільки модельному ряду Esign/Vanguard Six була підготовлена заміна в особі нової моделі — Triumph 2000. Комерційний транспорт Fifteen/Twenty отримує на свої кузови бирки Leyland, і відтепер продаються як Leyland Fifteen/Twenty. Дилери знімають вивіски і прибирають каталоги з назвою Standard восени 1963 року, коли були розпродані всі залишки зі складу.

## Компанія Standard Motor Products (Індія)
Однак, не дивлячись на те, що на європейському та австралійському ринку марка Standard пропала з каталогів, виробництво машин цієї марки продовжилося в Індії, де їх також будували з 1947 року. Там продовжили випускати Standard Herald, але якщо перші машини цієї моделі були зібрані повністю з привезених комплектів, то до 1965 року мотори, коробки передач, мости і кузови вже виготовляли на місці. Також в Індії почали випускати комерційний Standard Twenty.

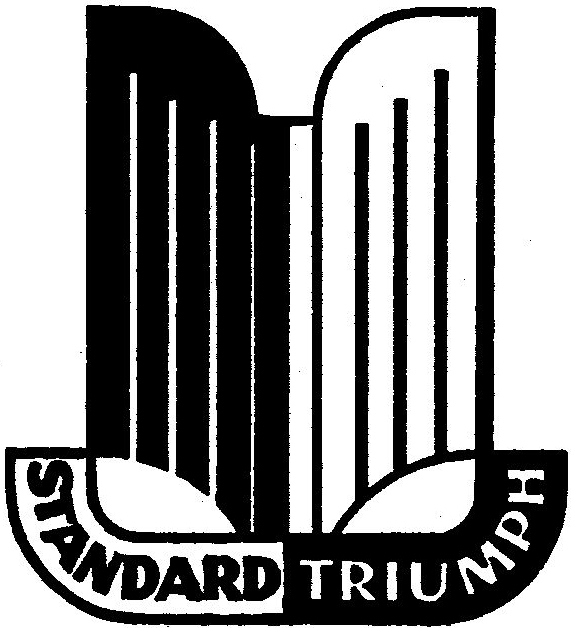
Логотип Standard-Triumph

У 1965 році місцева модель Herald зазнала модернізації, індуси встановили на машину капот і лицьову частину від більшої машини Triumph Vitesse, яка випускалася в Британії, проте замість подвійної оптики на машину встановили всього одну пару фар, поряд з якими встановили поворотники, і ті та інші елементи були запозичені від Fiat 1100 (Premier Padmini), який був на той момент наймасовішим автомобілем в Індії.
У 1968 році індуси знову модернізують машину, оскільки оригінальний Triumph Herald оснащувався тільки 2-дверним кузовом, що не відповідало вимогам індійських покупців, оскільки ті за традицією мали великі сім'ї, а завантажувати по 15 чоловік в 2-дверну машину було не зручно. Ось і була спроєктована 4-дверна версія.
У 1970 році з'являється дуже рідкісний варіант — Standard Herald MkIII Companion з 5-дверним кузовом універсал. Дах, задні двері і крила були виконані зі склопластику.
У Британії ж у цей час ім'я Standard остаточно зникає з регістру, оскільки British Leyland Motor Corporation 17 серпня 1970 року перейменовує підрозділ, що виробляє автомобілі марки Triumph, в Triumph Motor Company.

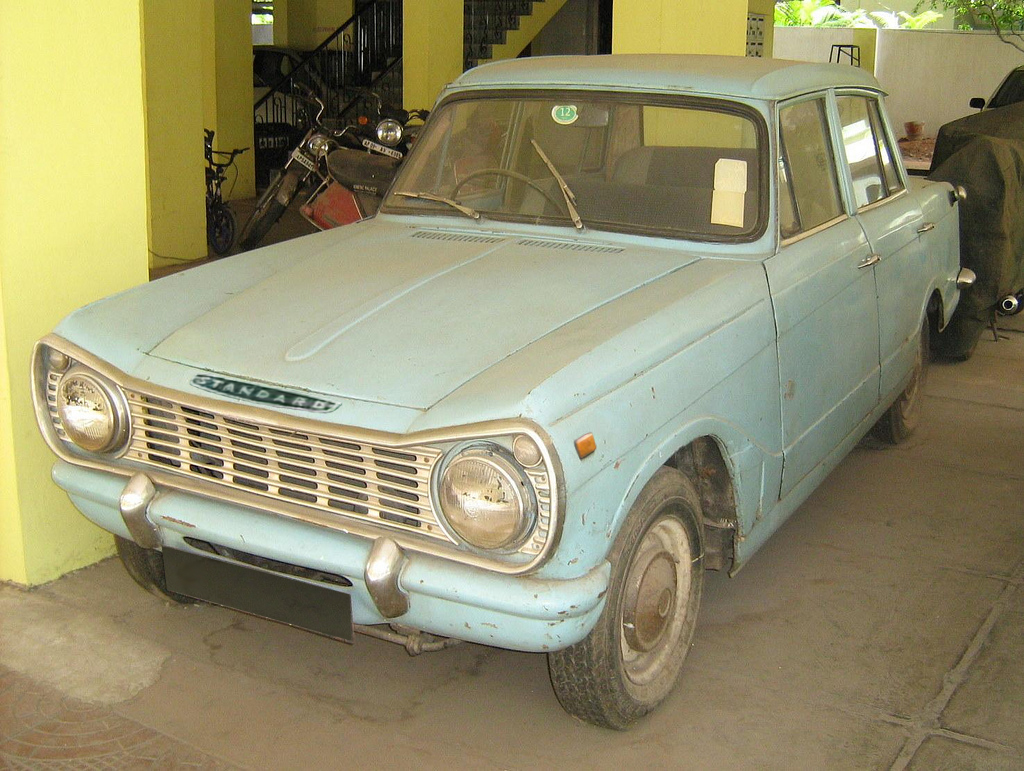
Standard Gazel MkII

У 1971 році головний інженер заводу Назір Хусейн модернізує машину, дизайн її не перегукується з машинами марки Triumph, які в цей період випускалися у Великій Британії. Також нова машина отримує задню пружинну підвіску від британського Triumph Toledo, яка була комфортабельнішою в порівнянні з ресорною оригінальною.
У 1973 році індуси отримують незалежність від концерну BLMC, і вже через рік модернізують Gazel, яку оснащують низкою дрібних деталей від Fiat 1100 (тумблери, ручки дверей та інші дрібниці).
Виробництво сімейних машин тривало до 1977 року, коли Standard Motor Products сфокусувало свою діяльність на виготовленні комерційного транспорту і дизельних моторів, останні поставлялися в Англію, де встановлювалися на знамените лондонське таксі Carbodies FX4.
У 1981 році уряд Індії намагається дати новий поштовх у секторі виробництва приватних автомобілів, він просить виконуючого директора фірми — Картіка Нараянана — почати виробляти легкові автомобілі. Нараянан починає контактувати з British Leyland, він хотів би виробляти в Індії Rover SD-1, але переговори затягуються, і в березні 1984 року Картік Нараянан і Марк Сноудон (глава відділу Austin Rover) підписують угоду про постачання до Індії 12 000 кузовних панелей для автомобілів цієї серії, однак ліцензія на агрегати не дається.

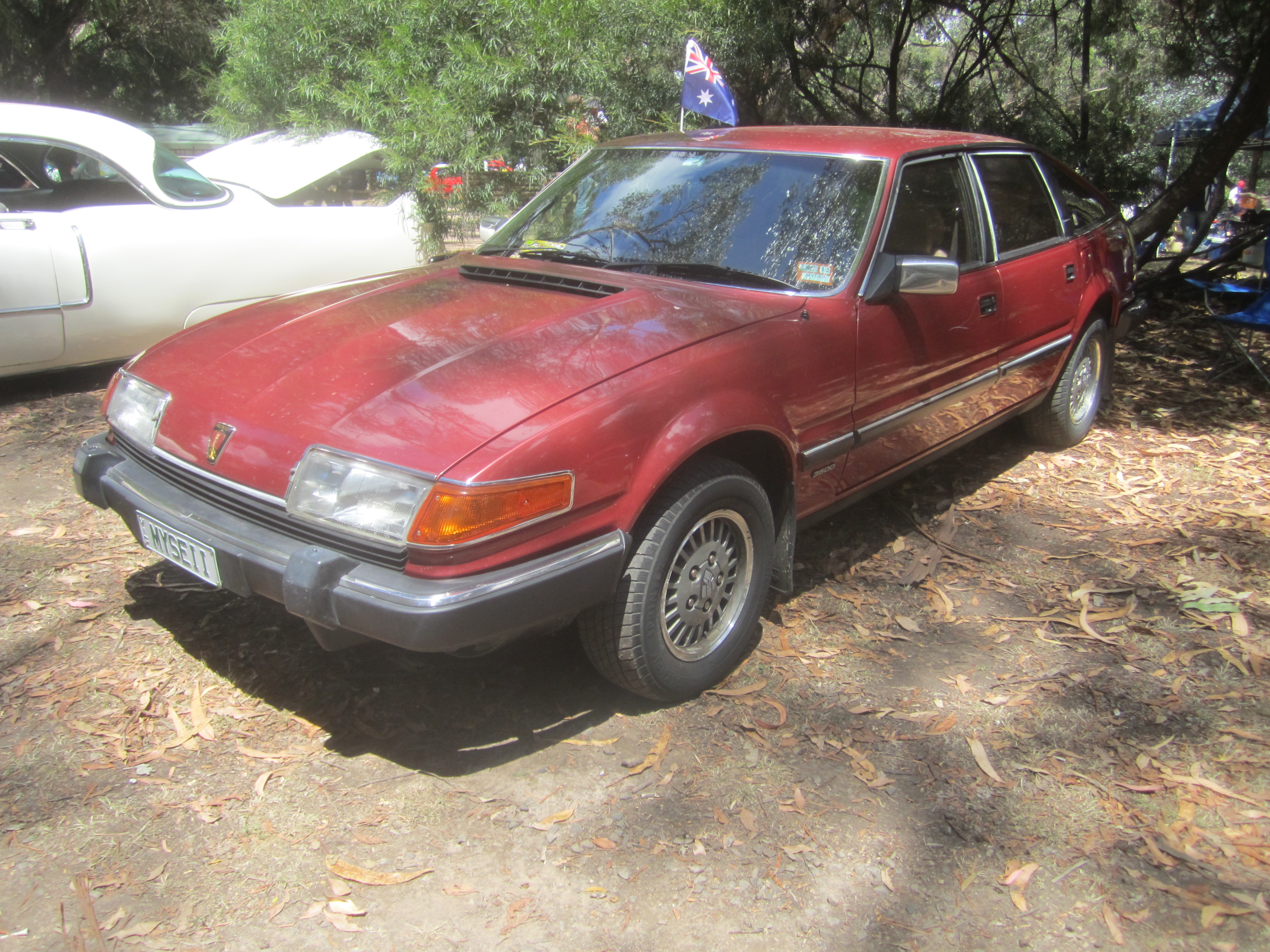
Standard 2000

Індуси терміново готують свою версію машини, яка отримує назву Standard 2000. Сучасний кузов отримує нові пружини, що збільшують просвіт на 2,5 см, під капотом розташовується старий 2,1 л мотор, який почали випускати в Індії ще в 1948 році, його потужність дорівнювала 83 к. с., оскільки коробку передач британці не дали, то до цього мотора приладнали 4-ступінчасту трансмісію від мікроавтобуса Standard 20, автомобіль з цими давніми агрегатами не міг перевищити швидкість в 145 км/год.
Однак, не дивлячись на це, за індійськими мірками ця машина була дуже непогано оснащена в базі: чотири склопідйомника і кондиціонер. Проте продажі, які стартували в 1985 році, не виправдали очікувань Нараянана насамперед через високу ціну автомобіля.

## Припинення виробництва автомобілів. Закриття компанії
Виробництво машини утруднювалося постійними страйками працівників, хоча на якості збірки це не позначалося, тільки на поставках, наприкінці 1987 року уряд почав розгляд по відношенню до фірми, яку він субсидіював, з'ясувалося, що показники витрати палива були сильно занижені керівництвом фірми. Прийнявши санкції до фірми, вона була оголошена банкрутом наприкінці 1987 року, останні готові машини були розпродані в 1988 році, а невикористані кузовні панелі, що залишилися, були продані в Англію, де якраз виникла потреба в запчастинах до знятого з виробництв Rover SD-1. Таким чином, ім'я Standard остаточно зникло з автомобільної карти світу.
У 1994 році BMW AG купила Rover Grupp, яка була спадкоємцем British Leyland, і стала володарем торгових марок, що належали британському концерну. 2000 року BMW продає MG Rover холдингу Phoenix Consortium, залишаючи собі права на торговельні імена Standard, Triumph, Riley, Mini, через рік права на торговельну марку викуповує British Motor Heritage Ltd, яка сама тільки здобула незалежність від BMW. 2003 року Ратан Тата збирався випустити на європейський ринок автомобілі Tata Indica, для їх продажу він хотів використовувати марку Standard, але, не знайшовши компромісу з ВМН, ці машини з'явилися в Європі під ім'ям Rover CityRover.

## Список автомобілів Standard (Англія)
- 1903 — Standard 6HP Victoria
- 1904 — Standard 12/15HP Victoria
- 1905 — Standard 16HP
  - Standard 18/20HP
  - Standard 12/14HP
- 1906 — Standard Model 8
  - Standard Model 9
  - Standard Model 10
  - Standard Model 11
  - Standard Model 12
- 1907 — Standard Model A
  - Standard Model B
- 1908 — Standard Model C
  - Standard Model D
  - Standard 20HP
- 1909 — Standard Model E
- 1910 — Standard Model J
- 1911 — Standard Model K
  - Standard Model L
- 1912 — Standard Model G
- 1913 — Standard Model O
  - Standard Model S
- 1919 — Standard Model SLS
- 1921 — Standard Model SLO
  - Standard 8HP
- 1922 — Standard Model SLO-4
- 1923 — Standard V3
- 1926 — Standard V4
- 1927 — Standard Model 6-V 18/36HP
  - Standard 8.9HP
- 1928 — Standard Big Nine
  - Standard 18/42HP
- 1929 — Standard 15HP
  - Standard 16HP
- 1931 — Standard 20HP
- 1932 — Standard Little Nine
  - Standard Little Twelve
  - Standard Big Twelve
- 1934 — Standard Nine
  - Standard Ten
  - Standard Twelve
  - Standard Sixteen
  - Standard 10/12HP Speed
- 1935 — Standard Twenty
- 1936 — Standard Flying Sixteen
  - Standard Flying Twenty
  - Standard Light Twelve
  - Standard Light Twenty
  - Standard Flying Twenty
  - Standard Flying V8
- 1937 — Standard Flying Twelve
  - Standard Flying Twenty
  - Standard Flying Nine
  - Standard Flying Ten
  - Standard Flying Light Twelve
  - Standard Flying Fourteen
- 1938 — Standard Flying Eight
- 1947 — Standard Vanguard PI
- 1953 — Standard Vanguard PII
  - Standard Eight
- 1954 — Standard Ten
- 1955 — Standard Vanguard PIII
- 1956 — Standard Vanguard Sportsman
- 1957 — Standard Pennant
  - Standard Ensign
- 1958 — Standard Vanguard Vignale
  - Standard Atlas
- 1960 — Standard Vanguard Six
- 1962 — Standard Atlas Major

## Список автомобілів Standard (Індія)
- 1948 — Standard Vanguard
- 1955 — Standard Eight
  - Standard Ten
- 1959 — Standard 10
- 1961 — Standard Herald
  - Standard Twenty
- 1971 — Standard Gazel
- 1985 — Standard 2000